# Storia dell'astronomia

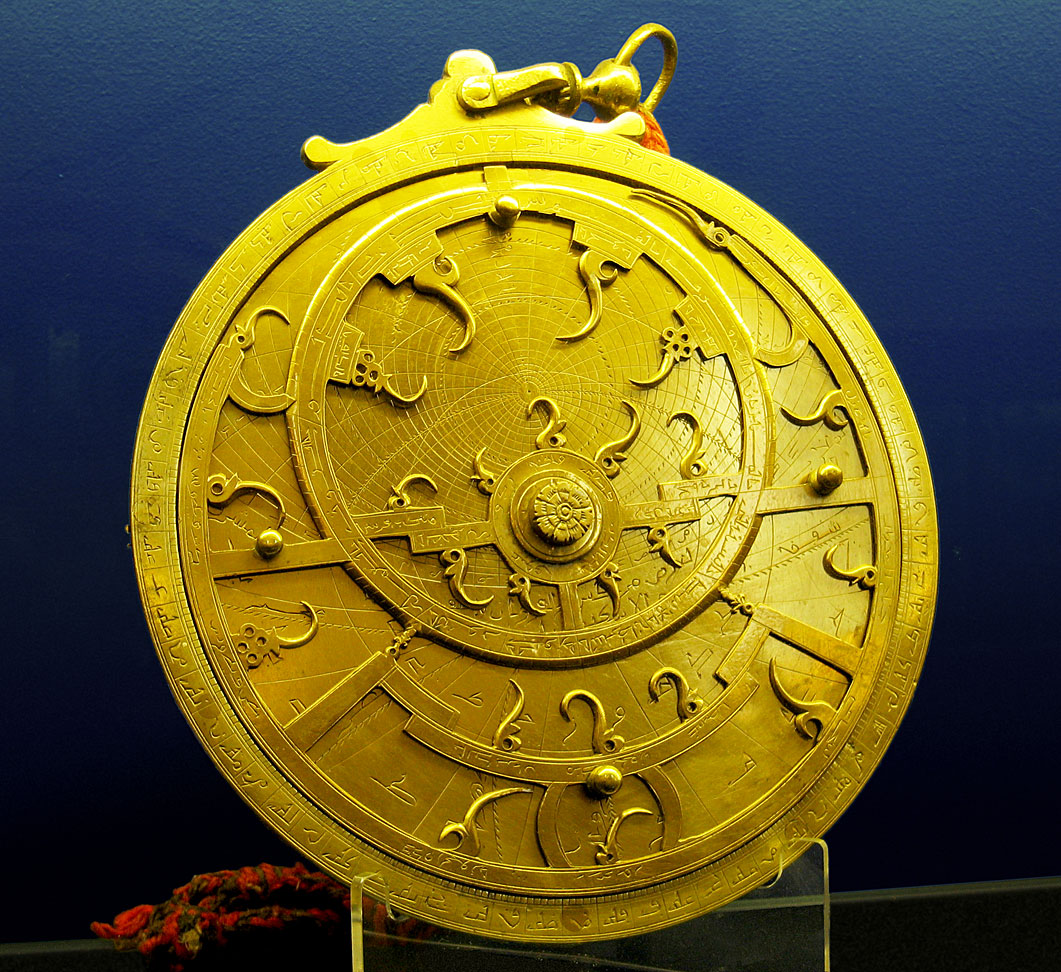
Astrolabio persiano del XVIII secolo (Whipple Museum of the History of Science, Cambridge, Regno Unito).

La storia dell'astronomia, probabilmente la più antica delle scienze naturali, si perde nell'alba dei tempi, antica quanto l'origine dell'uomo. Il desiderio di conoscenza ha sempre incentivato gli studi astronomici sia per motivazioni religiose o divinatorie, sia per la previsione degli eventi: agli inizi l'astronomia coincide con l'astrologia, rappresentando allo stesso tempo uno strumento di conoscenza e potere; solo dopo l'avvento del metodo scientifico si è giunti a una separazione disciplinare netta tra astronomia e astrologia.
Fin dai tempi antichi, gli uomini hanno appreso molti dati sull'universo semplicemente osservando il cielo; i primi astronomi si servirono unicamente della propria vista o di qualche strumento per calcolare la posizione degli astri. Nelle società più antiche la comprensione dei "meccanismi celesti" contribuì alla creazione di un calendario legato ai cicli stagionali e lunari, con conseguenze positive per l'agricoltura. Sapere in anticipo il passaggio da una stagione all'altra era di fondamentale importanza per le capacità di sopravvivenza dell'uomo antico. Pertanto l'investigazione della volta celeste ha costituito da sempre un importante legame tra cielo e terra, tra uomo e Dio.
Con l'invenzione del telescopio l'uomo è riuscito ad indagare più a fondo sulle dinamiche celesti, aprendo finalmente una "finestra" sull'universo e le sue regole. Sarà poi l'evoluzione tecnica e l'avvio delle esplorazioni spaziali ad ampliare ulteriormente il campo di indagine e le conoscenze del cosmo.

## Origine dell'astronomia

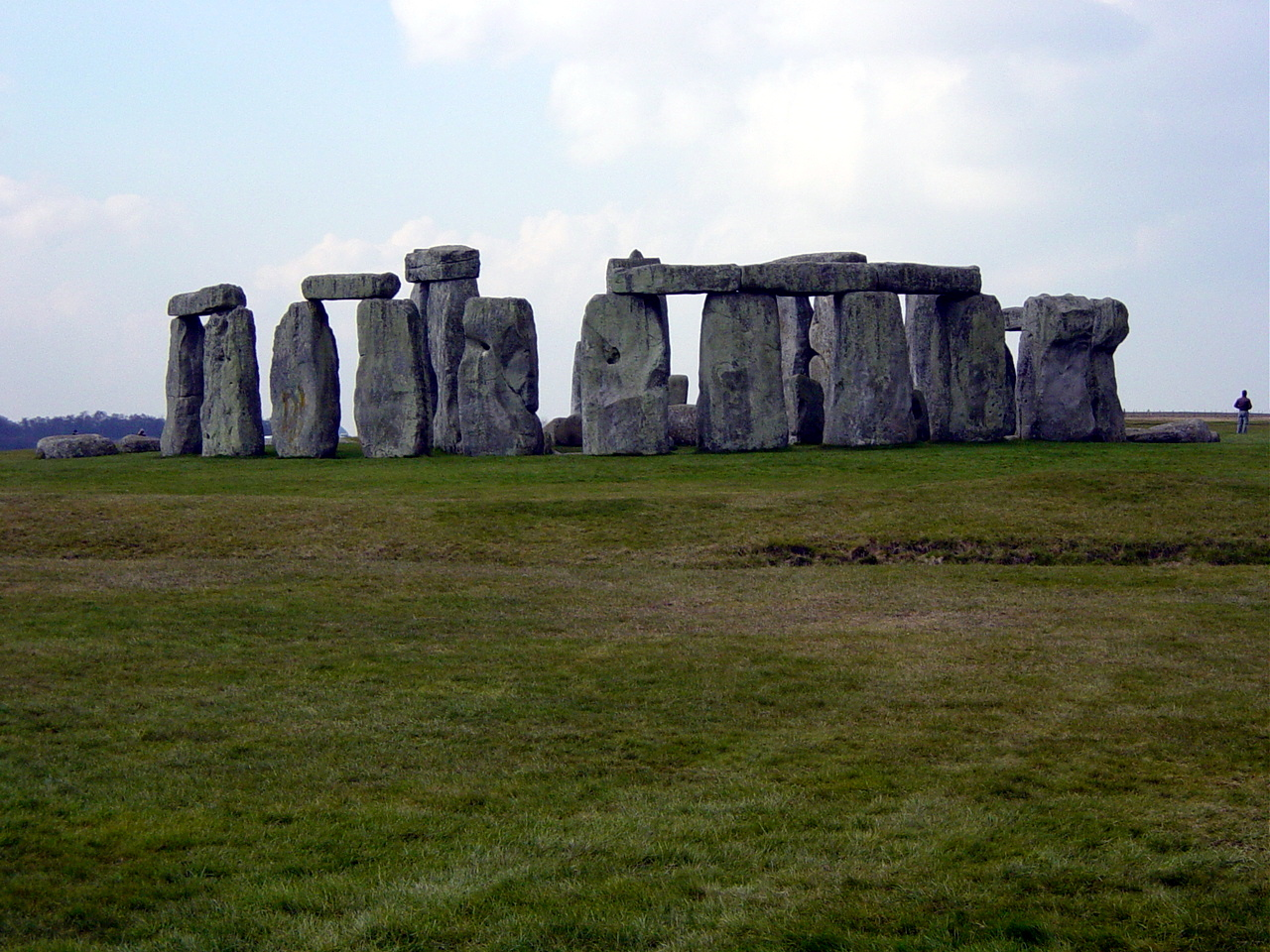
Il complesso di Stonehenge.

L'uomo, fin dalle sue origini, ha sempre osservato la volta celeste alla ricerca di possibili correlazioni tra le proprie vicende ed i fenomeni cosmici; da questa esigenza "primordiale" e dalla fantasia e creatività tipiche dell'essere umano nacquero le costellazioni. Esse rispondevano ad una serie di requisiti sia di tipo pratico (come indicatori naturali dello scorrere del tempo, come punti di riferimento dell'orientamento per terra e per mare e come segnalatori dei momenti migliori per intraprendere le attività agricole) che religioso (le stelle, quali luci naturali in un cielo buio, erano identificate con le divinità preposte alla protezione delle vicende umane).
Le prime conoscenze astronomiche dell'uomo preistorico consistevano essenzialmente nella previsione dei moti degli oggetti celesti visibili, stelle e pianeti. Un esempio di questa astronomia alle prime armi sono gli orientamenti astronomici dei primi monumenti megalitici come il famoso complesso di Stonehenge, i tumuli di Newgrange, i Menhir e diverse altre costruzioni concepite per la stessa funzione. Molti di questi monumenti dimostrano un antico legame dell'uomo col cielo, ma anche l'ottima capacità di precisione delle osservazioni.
Pare che nel Paleolitico l'uomo considerasse il cielo come il luogo in cui prendevano forma le storie delle divinità; a dimostrazione di ciò vi sono tracce di un culto attribuito all'asterismo della "Grande Orsa" da parte dei popoli che abitavano oltre le due sponde dello stretto di Bering, che all'epoca dell'ultima glaciazione univa America e Asia. Studi recenti sostengono che già nel Paleolitico superiore (circa 16 000 anni fa) era stato sviluppato un sistema di venticinque costellazioni, ripartite in tre gruppi che rappresentavano metaforicamente Paradiso, Terra ed Inferi:
- Primo gruppo, Mondo superiore: creature aeree (Cigno, Aquila, Pegaso, ecc.) - avevano alla culminazione la maggiore altezza sull'orizzonte;
- Secondo gruppo, Terra: creature terrestri (Perseo, Vergine, Serpente, Orione, ecc.) - alla culminazione raggiungevano un'altezza media sull'orizzonte;
- Terzo Gruppo, Mondo inferiore: creature acquatiche (Aquario, Capricorno, Eridano, Balena, Nave Argo) - erano collocate per la maggior parte del tempo al di sotto dell'orizzonte[4].

Nel Neolitico, per meglio memorizzare gli astri, vennero attribuiti agli asterismi somiglianze e nomi, non sempre antropomorfi, alludenti ad aspetti ed elementi della vita agricola e pastorale. Le costellazioni zodiacali, che si trovano in prossimità della linea percorsa dal Sole durante l'anno (eclittica), furono le prime, per ragioni soprattutto pratiche, ad essere codificate nel cielo: data la preminenza di un'economia di tipo agro-pastorale, era necessario conoscere bene i vari periodi dell'anno in cui effettuare semine, raccolti, accoppiamenti e tutte le pratiche legate a questo mondo.

## I popoli della Mesopotamia

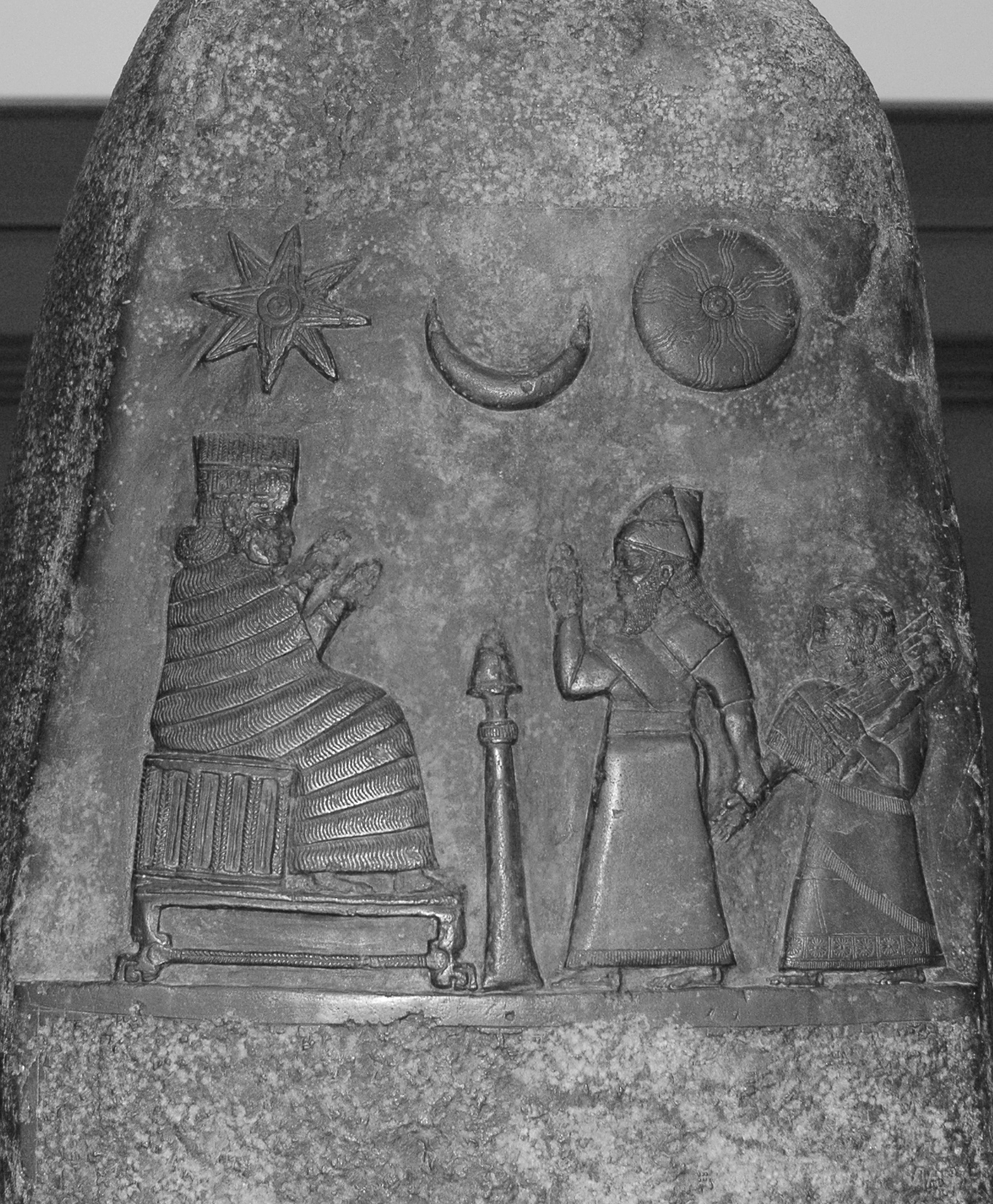
Stele babilonese con la raffigurazione della Luna in fase crescente simbolo del dio Sin, il Sole e una stella. XII secolo a.C.

I primi segnali di una civiltà babilonese ben sviluppata si hanno attorno al 2700 a.C. Questo popolo dimostrò di possedere eccezionali competenze astronomiche, dando successivamente contributi importanti anche agli egizi e ai popoli indiani. La necessità di perfezionare le conoscenze in campo astronomico non proveniva solo dalla necessità di avere un buon calendario su cui fare riferimento, ma anche da convinzioni astrologiche: erano gli stessi sovrani a richiedere precise previsioni astrologiche agli astronomi di corte. Fu quindi la necessità di prevedere la posizione della Luna e dei pianeti, di capire il meccanismo delle eclissi di Sole e di Luna, ritenuti eventi infausti, a far perfezionare le conoscenze e le ricerche astrologiche.
Questi popoli, pur non avendo a disposizione strumenti di precisione, intuirono il moto apparente dei pianeti basandosi sulla posizione di alcune stelle di riferimento nel cielo. Scoprirono anche i periodi sinodici dei pianeti Mercurio, Venere, Marte, Giove e Saturno con un margine di errore di pochi giorni, riportando in seguito le previsioni su tavolette effemeridi. Queste ultime potevano esser consultate per sapere, in qualsiasi momento, quando un pianeta era stazionario in cielo o in opposizione.
Osservando il moto lunare, gli astronomi mesopotamici si accorsero che le fasi avevano tempi ben definiti: da qui partì l'intuizione di come il Sole, la Terra e la Luna si trovassero periodicamente nella medesima posizione. Questa scoperta si riferisce al cosiddetto "saros": dopo 223 lunazioni (18,10 anni) la Luna comincia un ciclo in cui le eclissi si ripetono con la stessa cadenza registrata nel ciclo precedente.
Grazie alla loro straordinaria abilità nell'effettuare calcoli matematici (introdussero l'algebra), determinarono la durata del mese sinodico lunare con un errore di 30 secondi nell'arco di 5.000 lunazioni. La loro abilità nello studio del cielo li portò ad identificare la fascia dello zodiaco e l'eclittica, da essi chiamata "via del Sole", in cui trovare i pianeti. Questa fascia in seguito venne divisa in 360 parti, una per ogni giorno dell'anno, introducendo così l'uso del sistema sessagesimale per il calcolo dei gradi. Ebbero l'intuizione di raggruppare le stelle in costellazioni dando loro anche dei nomi.
Gli astronomi babilonesi furono i primi a dividere il giorno in 24 ore, anche se per loro il giorno cominciava la sera, mentre il mese cominciava all'emergere della Luna dalle luci del tramonto subito dopo il novilunio. Fissarono un calendario di 12 mesi lunari di 29 e 30 giorni alternati in maniera non regolare, dividendo i mesi in settimane. Il primo giorno dell'anno però cominciava con il plenilunio di primavera. Per correggere il calendario, anch'essi ebbero bisogno di intercalare mesi aggiuntivi per far tornare i conti, ottenendo comunque una misura precisa nel tempo.

## Gli egizi

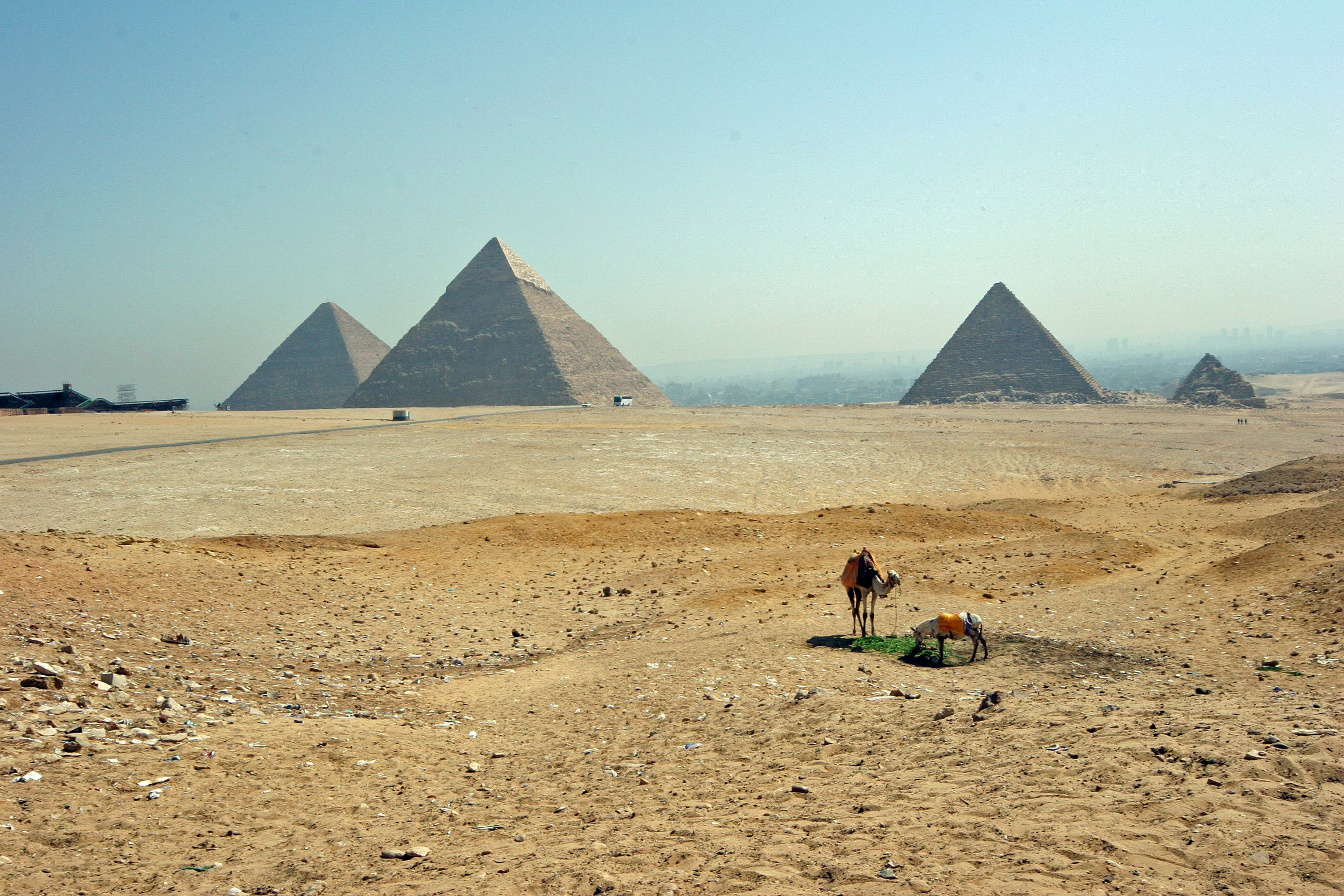
Le Piramidi di Giza

Le conoscenze astronomiche degli egizi, in parte riscontrabili nella costruzione delle piramidi e di altri monumenti allineati secondo la posizione delle stelle, presenta come punto di forza il calendario. Il trascorrere della vita in Egitto era fortemente legato a quella del fiume Nilo e delle sue periodiche alluvioni, le quali avvenivano con una certa costanza, in genere ogni 11 o 13 lunazioni. Gli egiziani si accorsero che l'inizio delle inondazioni avveniva quando si alzava nel cielo la stella Sirio ("Sopdet" per gli egizi) con un errore di 3-4 giorni al massimo.
Con questo riferimento sorsero diversi calendari, il primo era il "calendario lunare" di 354 giorni con mesi di 29 o 30 giorni. Ma nel tempo si notarono errori di calcolo, così ne fu introdotto un secondo definito "calendario civile" di 365 giorni, con 30 giorni ogni mese e 5 epagomeni ogni anno. Ma anche questo calendario mostrava qualche differenza con la realtà. Così fu introdotto un "ultimo calendario" ancora più preciso, il quale possedeva un ciclo di 25 anni in cui veniva aggiunto un mese intercalare nel 1º, 3º, 6º, 9º, 12º, 14º, 17º, 20º, e 23º anno di ogni ciclo. Questo calendario, estremamente preciso, venne utilizzato anche da Tolomeo nel II secolo d.C. e venne preso in considerazione sino ai tempi di Niccolò Copernico. Da ricordare che i mesi di 30 giorni erano divisi in settimane di 10 giorni e in 3 stagioni di 4 mesi detti: mesi dell'inondazione, mesi della germinazione, mesi del raccolto.
Già dal 3000 a.C. gli egizi avevano in uso la divisione delle ore (immaginate come divinità) diurne e notturne in dodici parti ciascuna: per le ore diurne usavano regolare il tempo con le meridiane, mentre per le ore notturne si servivano di un orologio stellare, ovvero osservavano le posizioni di 24 stelle brillanti. Le ore così misurate sia di giorno che di notte avevano una durata diversa a seconda della stagione, mantenendo comunque una durata media di 60 minuti. Successivamente, per le ore notturne vennero introdotti i "decani", ovvero 36 stelle poste in una fascia a sud dell'eclittica, ognuna delle quali indicava con maggior precisione l'orario.

## I cinesi
L'antica astronomia cinese è celebre per la grande tradizione di osservazioni astronomiche sin dal 2000 a.C.: al 1217 a.C. risale la registrazione di un'eclissi solare.
Astronomi cinesi osservarono e registrarono passaggi di comete o altri eventi come l'esplosione della supernova del Granchio del 1054. Si arrivò anche alla realizzazione di un calendario lunisolare composto di 360 giorni, a cui venivano aggiunti 5 giorni epagomeni; esso sorse probabilmente già dal secondo millennio a.C. Il calendario cinese tuttavia non raggiunse mai il livello di precisione dei calendari di altre civiltà come quella babilonese o maya.
Nel IV secolo a.C., nel periodo dei regni combattenti, Shi Shen e Gan De redassero due cataloghi stellari, tra i primi della storia. A Gan De sono attribuite anche le prime osservazioni dettagliate di Giove.

## Astronomia greca

### I primi astronomi greci
L'uomo a cui si devono le prime indagini conoscitive sul mondo e sull'astronomia fu Talete di Mileto (vissuto tra il VII ed il VI secolo a.C.), fondatore della scuola ionica. Egli stimò con buona approssimazione che i diametri apparenti del Sole e della Luna sono la 720ª parte del circolo percorso dal Sole; gli è stata attribuita anche la divisione dell'anno in quattro stagioni e 365 giorni, nonché la previsione di solstizi ed equinozi, e di un'eclissi di Sole.
Anassimandro (anche lui vissuto tra il VII ed il VI secolo a.C.) fu l'inventore dello gnomone per rilevare l'altezza del Sole e della Luna e quindi l'inclinazione dell'eclittica. Egli riteneva il mondo un cilindro posto al centro dell'universo con i corpi celesti che vi ruotano attorno, supponendo l'esistenza di mondi infiniti in tutte le direzioni, e avendo così la prima intuizione del principio cosmologico.
Iceta di Siracusa fu il primo ad asserire che «la terra si muove secondo un circolo» A lui farà eco anche Ecfanto di Siracusa che sosteneva la rotazione della terra sul proprio asse secondo un moto apparente del sole da oriente verso occidente.
Un contributo maggiore lo diede Filolao (470 a.C. – 390 a.C.), della scuola Pitagorica, che sosteneva un modello di sistema solare non geocentrico; al centro dell'universo vi era un grande fuoco dove ruotavano la Terra, l'Antiterra, la Luna, il Sole, Mercurio, Venere, Marte, Giove e Saturno. L'esistenza dell'antiterra fu introdotta probabilmente per giustificare l'invisibilità del fuoco centrale che veniva occultato da quest'ultima, nonché dalla necessità filosofica di arrivare ad un numero totale di dieci corpi.
Platone (428 o 427 a.C. – 348 o 347 a.C.) ebbe dapprima una visione dell'universo eliocentrica, poi ritrattata in tarda età per il geocentrismo. Intuì tuttavia la sfericità della Terra, sostenendo anche che la Luna ricevesse luce dal Sole.

### Le sfere di Eudosso

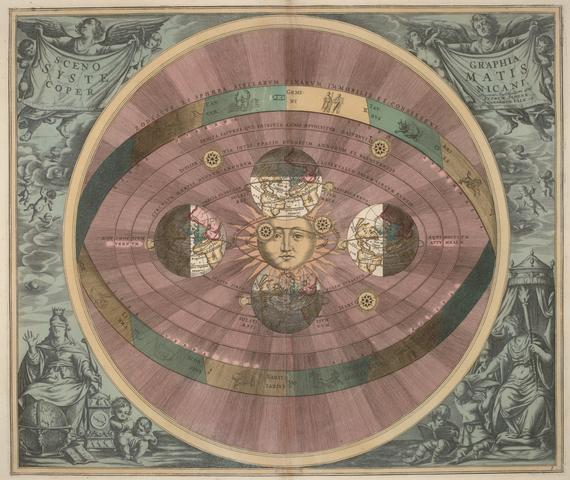
Rappresentazione del sistema eliocentrico del 1660.

Eudosso di Cnido (408 a.C. – 355 a.C.) introdusse il concetto di sfere omocentriche, ossia di un universo diviso in sfere aventi un unico centro di rotazione in cui si trovava la Terra; in ogni sfera vi era poi un pianeta con un moto circolare ed uniforme differente da quello degli altri. In questo modo diede spiegazione dei movimenti retrogradi e degli stazionamenti periodici dei pianeti: per le stelle fisse fu facile attribuire una sfera immobile, mentre per i pianeti e per la Luna il moto veniva spiegato con una prima sfera che induceva un moto diurno, un'altra per il moto mensile ed infine una terza ed una quarta con diverso orientamento dell'asse per il moto retrogrado. Tenendo conto che il Sole ne possedeva tre, si giunse ad un sistema di ben 27 sfere.
Aristotele (384 o 383 a.C. – 322 a.C.) fu la causa dello stallo astronomico per quasi 2000 anni. Egli attribuì una realtà fisica alle sfere di Eudosso, alle quali ne aggiunse altre per sopperire alle evidenze osservative. Ipotizzò un complicato sistema di 55 sfere animate da un motore immobile dal quale partiva l'impulso al moto di tutte le sfere, mentre l'attrito contribuiva a creare un moto differente per ogni sfera.

### Il "Copernico dell'antichità", Aristarco di Samo
Aristarco di Samo (310-230 a.C. circa) perfezionò la visione dell'universo di Eraclide Pontico (385 a.C. – 322 o 310 a.C.) spostando il Sole al centro dell'universo; il moto dei corpi diveniva più semplice da spiegare, anche se in maniera non ancora perfetta, data la mancata applicazione delle orbite ellittiche. Inoltre, considerò il moto rotatorio della Terra su di un asse inclinato, spiegando così le stagioni.
Aristarco fu anche famoso per il metodo di misura della distanza tra la Terra-Sole. Al primo quarto di Luna, quando risulta visibile anche il Sole, i due astri formano un angolo di 90°. Considerando l'ipotetico triangolo tra i tre corpi, Aristarco misurò quello della Terra con la Luna ed il Sole, trovando un valore di 87°. In questo modo, con un semplice calcolo trigonometrico ottenne che la distanza Terra-Sole era 19 volte maggiore di quella tra la Terra e la Luna. Il valore in verità è di 400 volte, ma l'importanza di tale misura non consiste nella precisione riscontrata, quanto nel metodo usato e nell'intuizione.

### La prima misura del meridiano terrestre

Misura del meridiano terrestre

Lo scienziato che per primo misurò la lunghezza del meridiano terrestre fu Eratostene di Cirene (275 a.C. circa -195 a.C. circa), in Egitto. Il metodo che adottò non è noto. Si è però tramandata una versione semplificata, descritta da Cleomede nel suo  De motu Circulari Corporum Caelestium.
La versione di Cleomede prendeva in considerazione due città: Alessandria e Siene, l'odierna Assuan. Assumendo l'ipotesi semplificata che fossero sullo stesso meridiano (in realtà sono separate da 3° di longitudine), si misura dapprima la distanza tra le due città, ponendo concettualmente i raggi solari paralleli tra loro: questa situazione è possibile in alcuni giorni dell'anno; il giorno del solstizio d'estate, infatti, a Siene (assunta ipoteticamente sul Tropico del Cancro) il Sole è allo zenit e i raggi risultano verticali, mentre ad Alessandria formano un certo angolo: questo angolo corrisponde all'angolo posto ipoteticamente al centro della Terra tra le rette che congiungono le due città. Il suo valore era di 1/50 di angolo giro (ancora i gradi sessagesimali non erano stati ufficialmente introdotti), che equivaleva a 250.000 stadi, ossia a 39.400 km (contro i circa 40.000 reali).

### Gli epicicli e i deferenti e il contributo di Ipparco
Allo scopo di descrivere con precisione il moto della Terra e degli altri pianeti, Apollonio di Perga (262 a.C. – 190 a.C.) introdusse il sistema degli epicicli e dei deferenti, una tecnica di scomposizione del moto in armoniche. In questo modello matematico, i pianeti descrivevano orbite scomponibili in un'orbita circolare, percorsa ad una velocità costante, chiamata epiciclo, mentre il centro della stessa orbita avrebbe ruotato attorno ad un cerchio immateriale detto deferente. L'applicazione del modello alla realtà dovette prendere in considerazione le differenze osservative: fu allora introdotto il modello eccentrico, con la Terra non perfettamente al centro del deferente. Il metodo degli epicicli e dei deferenti permetteva di calcolare la rivoluzione dei pianeti con grossa precisione, spiegando i moti retrogradi e persino le variazioni di luminosità del pianeta.

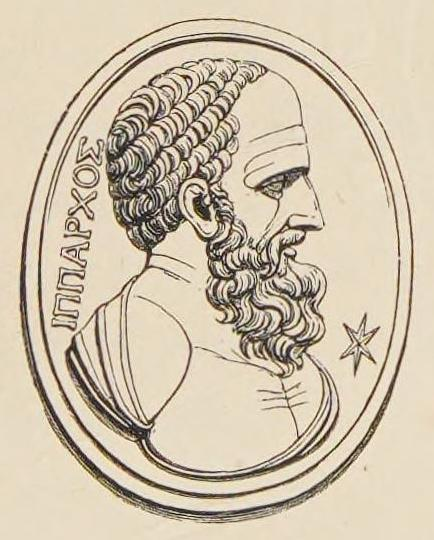
Ipparco di Nicea.

Ipparco di Nicea (190 a.C. – 120 a.C.), probabilmente il più grande astronomo dell'antichità, utilizzando vecchie osservazioni e cataloghi stellari primordiali, ne creò uno nuovo con 850 stelle, assegnandovi per primo il sistema di coordinate eclittiche. Classificò quindi le stelle in una scala di sei grandezze oggi note come magnitudini stellari. Tramite questi elementi Ipparco poté notare che tra le sue osservazioni e quelle del passato vi era una certa differenza; questo implicava lo spostamento del centro di rotazione del cielo, e quindi la precessione degli equinozi. Il suo studio fu così accurato che poté calcolare i valori di spostamento supposti in 46" d'arco all'anno (il valore stimato è di 50,26"), per cui poté stabilire con buona precisione la differenza tra anno tropico e sidereo.

### Il sistema tolemaico

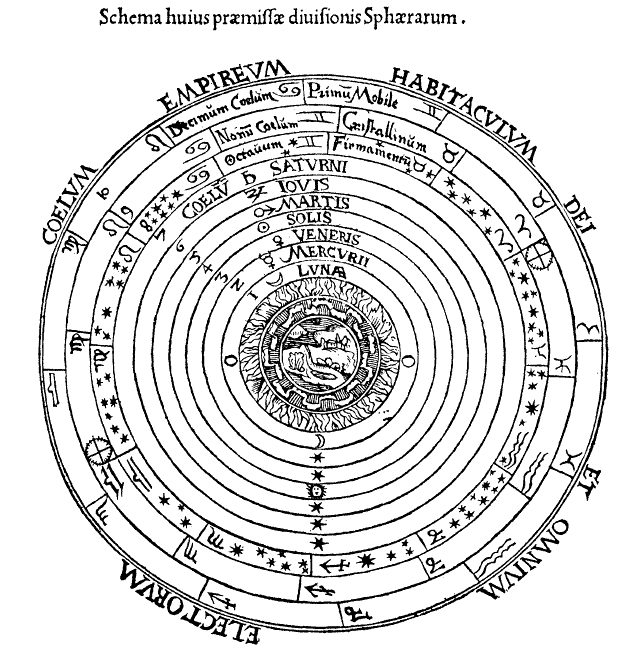
L'universo geocentrico di Tolomeo, gerarchicamente ordinato, nel quale i cieli più esterni trasmettono il loro moto perfetto e regolare a quelli progressivamente più interni.

La fama di Claudio Tolomeo (100 circa – 175 circa), astronomo greco-romano di Alessandria d'Egitto, è stata tramandata principalmente grazie al trattato L'Almagesto (Mathematikè Syntaxis) (c. 150 d.C.), i cui libri sono un riepilogo di tutto il sapere del passato ed erano talmente completi da divenire in breve tempo un riferimento duraturo per i secoli futuri. In essi Tolomeo riprese e riadattò le teorie astronomiche precedenti alle nuove scoperte: stabilì il sistema geocentrico come punto irremovibile delle sue idee, dal quale giustificò il moto dei pianeti con le teorie di Apollonio ed Ipparco usando epicicli e deferenti; e nel cercare di creare un modello quanto più preciso possibile, ma soprattutto che non differisse dalle osservazioni, introdusse il concetto di equante, perfezionando l'ipotesi dell'eccentrico di Apollonio.
Con questo "stratagemma" Tolomeo riuscì a non discostarsi troppo dai principi aristotelici di circolarità delle orbite e di costanza del moto: difatti, l'eccentricità fa apparire il moto degli astri non costante quando osservato dalla Terra, mentre in realtà risulta continuo. Fu anche con questo sistema che riuscì a giustificare tutti i moti dei pianeti, anche quelli retrogradi, rispetto alla volta celeste. Creò un catalogo stellare con 1028 stelle usando le carte di Ipparco con cui divise il cielo in costellazioni, tra le quali le 12 dello zodiaco, usando il metodo delle magnitudini stellari.

## I popoli dell'America centrale

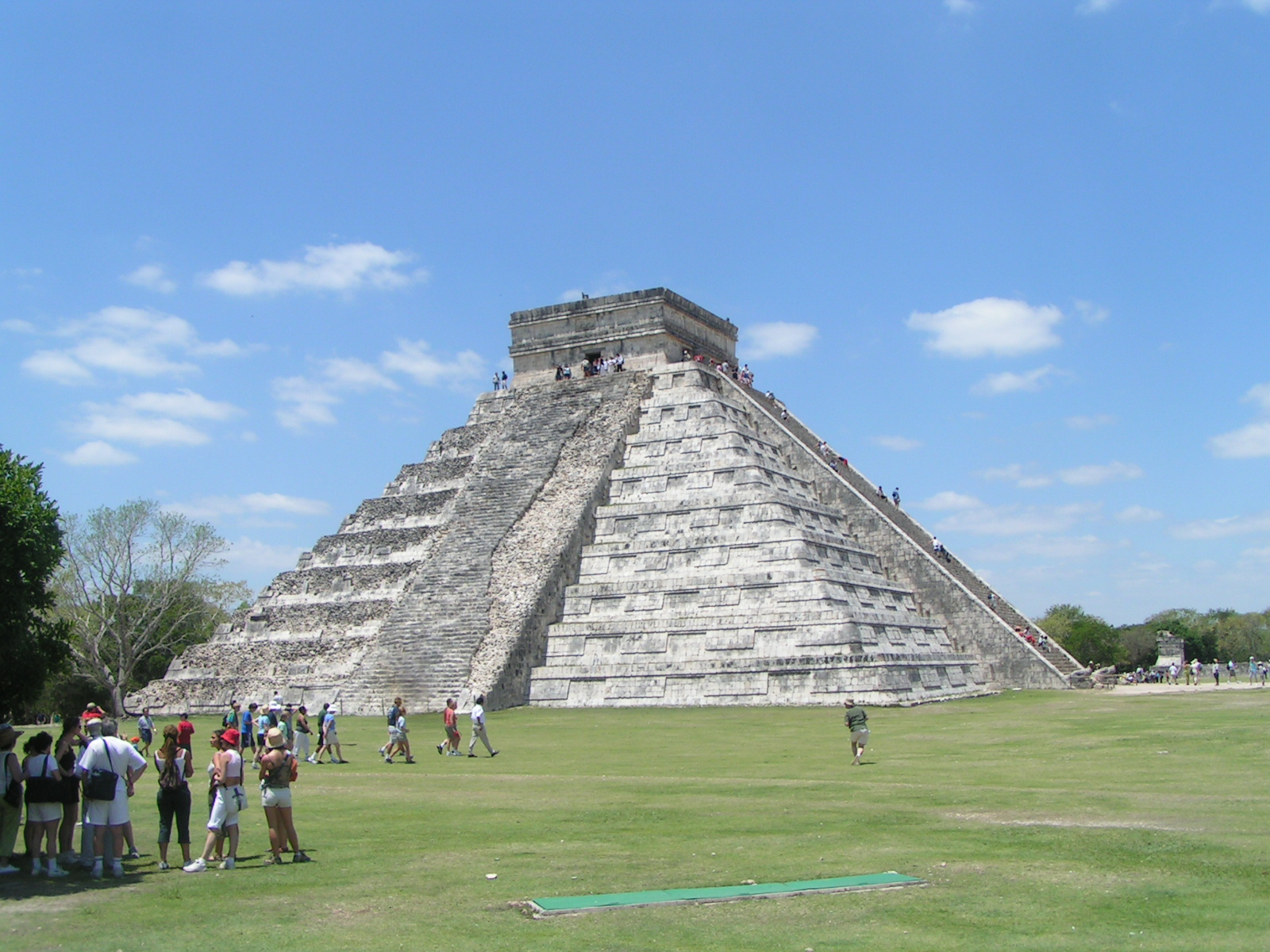
La piramide di Chichén Itzá

Anche nel centro America si svilupparono delle civiltà che raggiunsero una cultura e un grado di conoscenze assai elevati. La loro astronomia non diede contributi alle altre civiltà, rimanendo confinata nell'isolamento sino ai tempi moderni. Anch'essi sono famosi per la costruzione di templi e piramidi dedicati agli dei del cielo. Il loro culto era legato a Venere, identificato con la divinità nota come "serpente piumato"; proprio sui moti di questo pianeta svilupparono un preciso calendario astronomico, scoprendo in particolare che ogni 8 anni Venere compie 5 rivoluzioni sinodiche (di 584 giorni): sorprende ancor oggi la precisione degli almanacchi astronomici improntati sul ciclo di Venere con l'esiguo errore di un giorno in 6.000 anni. Il calendario era formato da 18 mesi di 20 giorni con 5 giorni addizionali.
I popoli dell'America Centrale riuscirono a prevedere con maggior veridicità di previsione la comparsa delle eclissi. Notevoli anche i progressi nelle previsioni del ciclo stagionale, dei solstizi e degli equinozi. I templi, perfettamente allineati con la posizione del Sole in determinati giorni dell'anno, sono un ottimo esempio di allineamento astronomico.
Il complesso di edifici di Uaxactún nel Guatemala presenta una piattaforma in cima ad una delle piramidi dalla quale, in occasione di equinozi e solstizi, è possibile osservare il Sole sorgere dietro lo spigolo di altri tre edifici perfettamente allineati.

## Il Medioevo

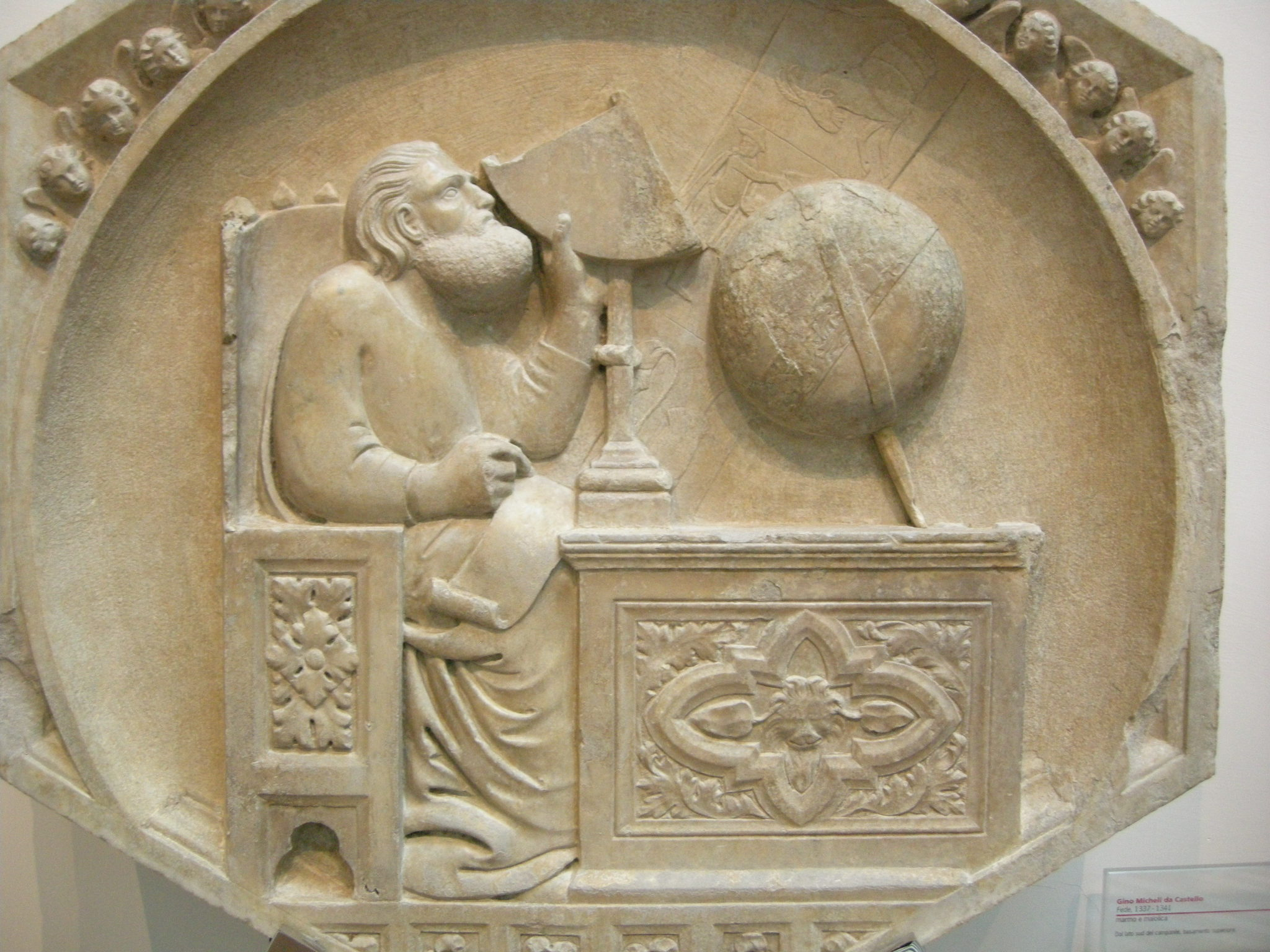
Preteso ma ignoto collaboratore di Andrea Pisano, Gionitus inventore dell'Astronomia. Formella del Campanile di Giotto di Firenze (1334-1336)

Durante il Medioevo, nel mondo occidentale l'astronomia faceva parte del corso ordinario di studi (nel cosiddetto quadrivio): si vedano, ad esempio, le notevoli conoscenze astronomiche che esprime un poeta come Dante, nella Divina Commedia.
Nel XIII secolo, Guido Bonatti si attribuiva il merito di aver "individuato 700 stelle, delle quali, fino ad allora, non si aveva avuta ancora conoscenza". Ciò indica un forte interesse per l'osservazione diretta e per il progresso delle conoscenze.
Dall'Islanda dell'XI secolo ci è giunto l'Oddatala di Oddi Helgason, l'opera di un contadino che, avvalendosi della navigazione vichinga come mezzo di orientamento, calcolò le varie posizioni del sole durante l'anno, così come le date esatte dei solstizi.

### L'astronomia islamica

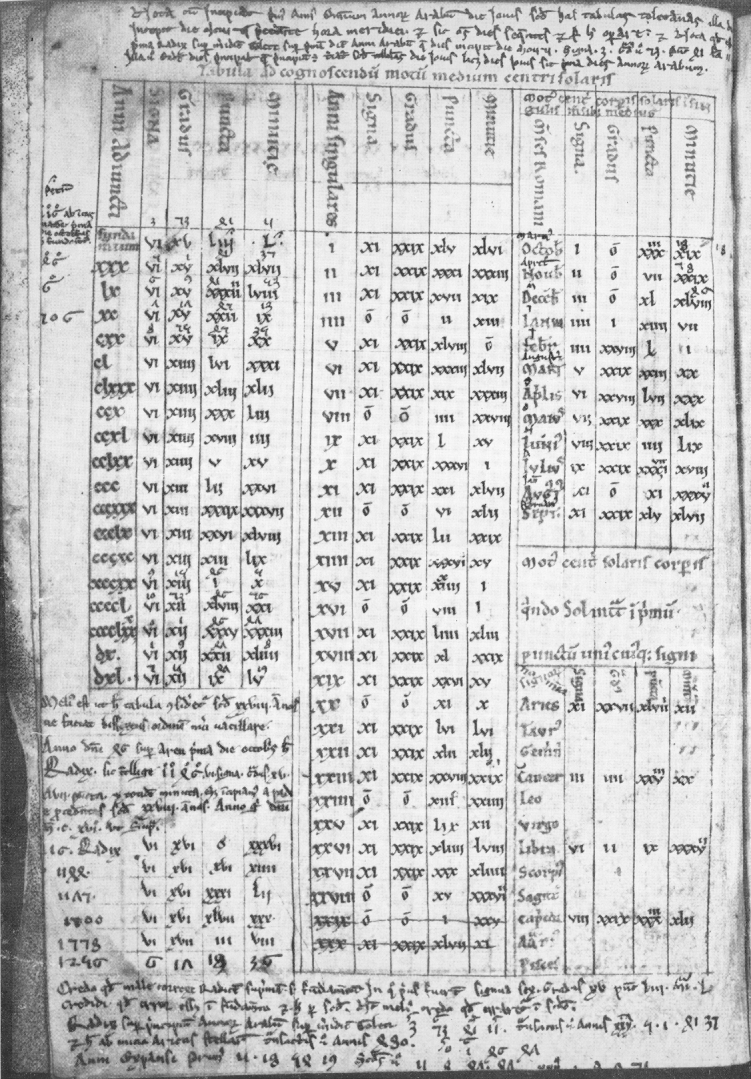
Una pagina del MS 283, tavola astronomica (Zīj) di al-Khwārizmī.

L'arrivo degli Arabi nel sud dell'Europa, in particolare in Spagna e in Sicilia, determinò il mantenimento di una fiorente cultura astronomica che avrebbe influenzato le future generazioni di intellettuali; basti pensare che buona parte dei nomi delle stelle (Deneb, Altair, Betelgeuse, Aldebaran, Rigel ecc.) e alcuni termini astronomici (Zenit, Nadir, almanacco, algoritmo, algebra, ecc.) hanno un'origine araba. Infine, bisogna ricordare l'introduzione del sistema di numerazione arabo (desunto dagli Indiani), ben più semplice di quello romano e ben più pratico.
Attorno al 638 il califfo 'Omar ibn al-Khattāb oltre a creare una solida struttura amministrativa islamica, decretò la nascita di un calendario islamico che per convenzione faceva partire il conteggio degli anni dall'Egira di Maometto del 622.
Valenti astronomi hanno reso possibile il fiorire di questa cultura del cielo: da Yaqūb ibn Tāriq (noto per aver misurato la distanza e il diametro di Giove e Saturno), Muḥammad ibn Mūsā al-Khwārizmī (padre dell'algebra, formulò una teoria per la costruzione di meridiane e quadranti astronomici), Habash al-Hasib al-Marwazi (perfezionò le misure e le dimensioni di Terra, Sole e Luna), al-Farghānī (latinizzato in Alfraganus), al-Hasan ibn al-Haytham (latinizzato in Alhazen), da al-Bīrūnī a Ibn Yūnus, da Abu l-Wafāʾ a ‘Omar Khayyām (la cui fama di poeta oscurò quella per cui fra i musulmani era assai più apprezzato, quella cioè di astronomo e di matematico). Abd al-Rahmān al-Sūfi fu il primo a catalogare la galassia di Andromeda, descrivendola come una "piccola nube" e a scoprire la Grande Nube di Magellano.
Al-Battani (latinizzato in Albategnius), attivo al Cairo, fu il più grande astronomo arabo, autore di misurazioni che migliorarono la conoscenza dell'inclinazione dell'asse terrestre; al-Zarqali, latinizzato in Arzachel, arabo di Cordova, fu autore delle celebri tavole planetarie note come Tavole toledane che, tuttavia, si rifacevano a tavole (zīj) risalenti all'età persiana sasanide; l'andaluso Ibn Rushd, detto Averroè, criticò apertamente la teoria degli epicicli, sostenendo l'irrealtà dei cerchi eccentrici e dei deferenti assieme a tanti altri scienziati come Alhazen e al-Bīrūnī. Bisogna anche ricordare il fatto che furono gli scienziati arabi i sostenitori di ciò che oggi chiamiamo il metodo scientifico o galileiano di dimostrare la validità delle affermazioni scientifiche.

## Il Cinquecento

### Da Copernico a Galilei

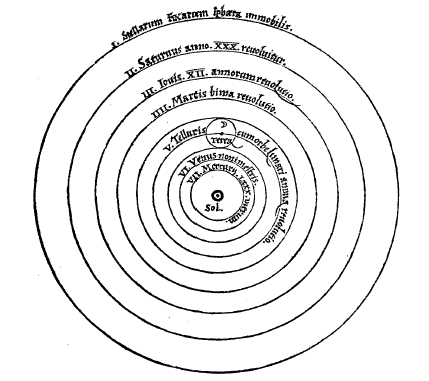
Il sistema eliocentrico di Copernico, De revolutionibus orbium coelestium.

Si può ben affermare che l'astronomia moderna cominci da Niccolò Copernico, autore del De revolutionibus orbium coelestium (Sulle rivoluzioni dei corpi celesti) (1543). Nella sua nuova visione, la Terra orbita intorno al Sole con moto circolare; il moto dei pianeti e le elongazioni di Mercurio e Venere venivano di conseguenza spiegati con estrema semplicità, senza dover ricorrere "all'artificio" degli epicicli e dei deferenti. La rivoluzione copernicana nasceva nel clima filosofico già inaugurato da Nicola Cusano, che contestando la tesi geocentrica aveva sostenuto come l'universo fosse privo di un centro e di una circonferenza assoluti.
Giordano Bruno non si limitò a sostenere una posizione eliocentrica, ma allargò a dismisura i confini del sistema tolemaico, allora limitato a un numero finito di orbite o sfere celesti visibili dalla Terra e ruotanti attorno a questa: per Bruno adesso il massimo orizzonte visibile dell'universo non costituiva più il suo limite estremo, perché oltre di esso occorreva ammettere, per mezzo della speculazione filosofica, la presenza di innumerevoli altri pianeti e cieli motori. Questi non sono più disposti in un ordine gerarchico a partire dalla prima Intelligenza motrice, ma ogni punto del cosmo, ogni corpo celeste diventa una sua diretta manifestazione:
(Giordano Bruno, De l'Infinito, Universo e Mondi, dialogo quinto)

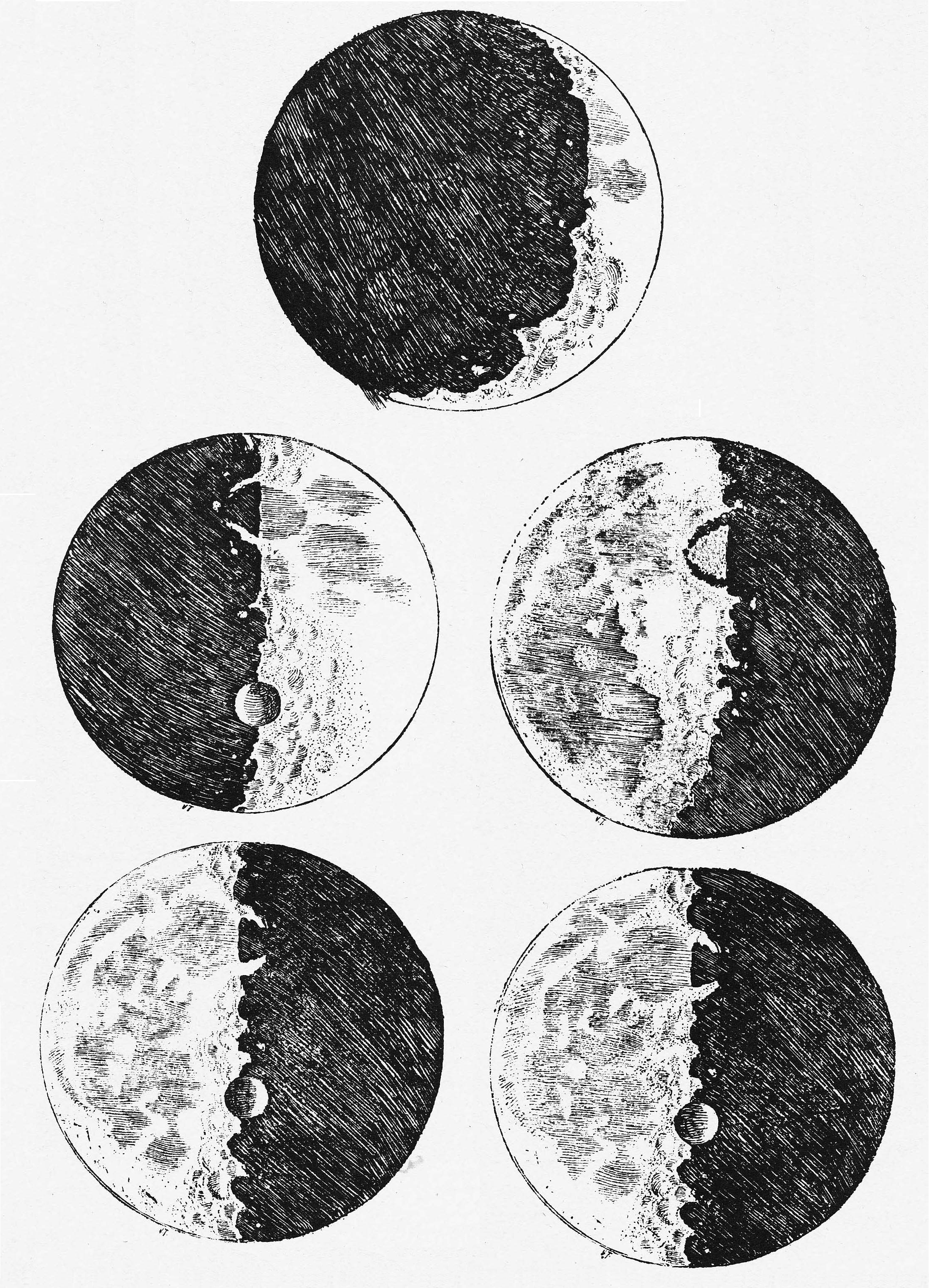
La luna disegnata da Galileo.

Tycho Brahe è considerato tra i più grandi osservatori del passato. All'età di 30 anni ottenne dal re di Danimarca la concessione dell'isolotto di Hveen, dove avrebbe costruito "Uraniborg", l'osservatorio più importante dell'epoca. A seguito del passaggio di due comete nel 1577 e nel 1583 dedusse che questi corpi, tanto variabili, si trovassero oltre l'orbita lunare; cominciava quindi a cadere l'idea delle sfere associate al Sole, alla Luna e ai pianeti, come pensava Aristotele, così come cominciava a cadere l'idea dell'immutabilità del cielo stellato. La fama di Brahe non è legata solo a queste considerazioni, ma soprattutto alle precise osservazioni effettuate con strumenti da lui stesso realizzati. Brahe determinò con precisione la lunghezza dell'anno terrestre, riscontrando l'accumulo di errori dal passato, tanto da rendere inevitabile la riforma del calendario. Riuscì poi a stabilire con una precisione mai raggiunta: l'obliquità dell'eclittica, l'eccentricità dell'orbita terrestre, l'inclinazione del piano dell'orbita lunare e l'esatta misura della retrogradazione dei nodi, scoprendo la non costanza del moto. Infine, compilò il primo catalogo moderno di posizioni stellari con oltre 1000 stelle.

La prima legge di Keplero.

Giovanni Keplero nel 1600 andò a Praga a lavorare come assistente di Brahe, e due anni dopo venne nominato suo successore. Utilizzò le osservazioni di Brahe e in particolare, studiando l'orbita di Marte, si accorse dell'esistenza di incongruenze tra teoria e pratica; provando e riprovando, Keplero capì che per limitare gli errori di calcolo l'unico modello che potesse spiegare il moto fosse quello ellittico, con il Sole in uno dei fuochi. Con tale deduzione Keplero gettò le basi della meccanica celeste; le tre leggi di Keplero (di cui le prime due leggi sono formulate nel suo capolavoro dal titolo Astronomia nova (1609)), infatti, furono una vera e propria rivoluzione, abbattendo l'ultima barriera ideologica alla radicata convinzione dei moti uniformi e circolari delle orbite dei pianeti.
Nel 1609, Galileo Galilei venne a sapere dell'invenzione del telescopio; dopo essersi documentato, ne costruì uno migliorandone le prestazioni e gli ingrandimenti. Quando lo puntò verso il cielo, le sue osservazioni rivelarono un universo mai visto prima: la Luna aveva una superficie scabrosa, Giove era circondato da quattro satelliti che gli ruotavano intorno, la Via Lattea era risolta in milioni di stelle, Saturno mostrava uno strano aspetto, mentre Venere aveva le fasi come la Luna. Tuttavia, nel 1632, dopo aver pubblicato il Dialogo sopra i due massimi sistemi del mondo, nel quale affermava apertamente le sue idee eliocentriche, Galileo fu costretto dalla Chiesa ad abiurare.

## Il Seicento

### L'astronomia matematica: Newton
Già dal periodo universitario Isaac Newton si occupò di studi matematici, di osservazioni astronomiche, fisiche e chimiche. Nel 1686 pubblicò la sua famosa opera Phylosophiæ naturalis principia mathematica, che contiene anche la legge di gravitazione universale, vari studi sul moto dei fluidi e le leggi dell'urto; a lui si deve anche il calcolo infinitesimale, le funzioni di una variabile e la costruzione di tangenti su curve piane. In ottica espose la teoria della scomposizione della luce bianca secondo la famosa esperienza del prisma, fornendo anche spiegazioni sul fenomeno dell'arcobaleno. Studiò anche la forma della Terra, l'effetto delle perturbazioni dovute all'azione gravitazionale del Sole e quindi il fenomeno delle maree, da cui risalì anche alla valutazione della massa della Luna. Interpretò anche la precessione degli equinozi partendo dalla forma irregolare della Terra, e valutò lo schiacciamento polare conoscendo la velocità di rotazione e le dimensioni del pianeta.

### I telescopi migliorano: le nuove scoperte

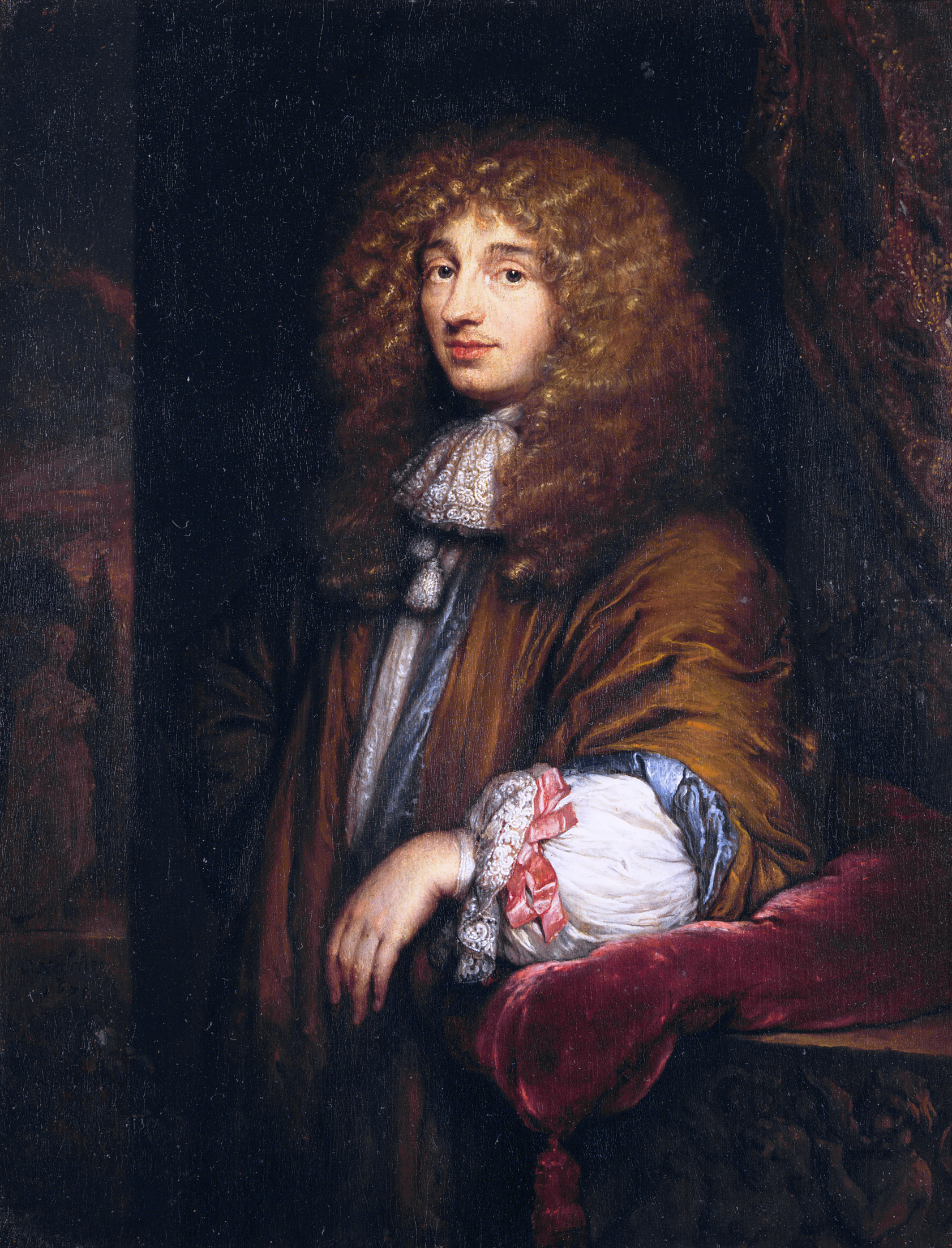
Christiaan Huygens

Christian Huygens si dedicò a studi di fisica e meccanica ottenendo delle scoperte fondamentali. A lui si deve la prima ipotesi della conservazione dell'energia, introducendo la "forza viva" che successivamente sarà chiamata "energia cinetica", applicata concettualmente anche alla possibilità di spiegare i fenomeni naturali in termini di cambiamenti di velocità e posizione di atomi microscopici. Fu il primo ad ipotizzare una teoria ondulatoria della luce secondo piccole esperienze, entrando così in polemica con Newton, il quale sosteneva la teoria corpuscolare, polemica che sarebbe terminata solo con la moderna concezione della doppia natura della luce: sia ondulatoria che corpuscolare. Si occupò anche di ottica, migliorando notevolmente gli strumenti astronomici, costruendo un oculare adatto a ridurre l'aberrazione cromatica. Queste migliorie ottiche gli consentirono di scoprire gli anelli di Saturno e la sua luna più grande, Titano (nel 1665).

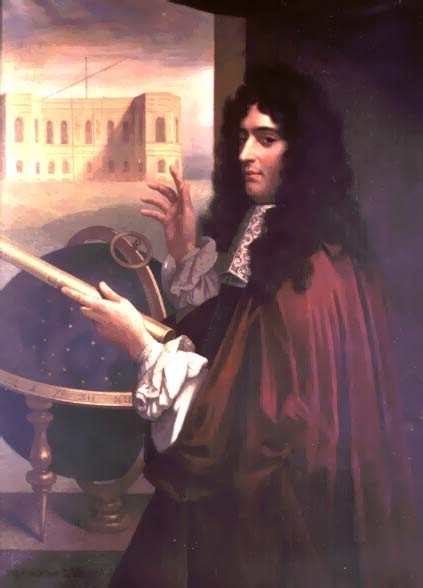
Giovanni Cassini.

Giovanni Domenico Cassini scoprì nel 1665 una breccia sugli anelli di Saturno, la cosiddetta divisione di Cassini. Successivamente scoprì alcuni satelliti: Giapeto (1671), Rea (1672), Dione e Teti (1684). Determinò anche l'unità astronomica con un errore inferiore al 7,5%.
Ole Rømer collaborò con Cassini all'introduzione del micrometro filare ed ebbe anche la prima idea di montatura equatoriale. Il suo nome però, è legato indubbiamente alla prima vera misurazione della velocità della luce: utilizzando le effemeridi di Giove, notò come persistesse nel calcolo teorico un certo tempo tra il fenomeno calcolato (eclissi o transito del satellite) e la realtà; da ciò dedusse che, data la notevole distanza tra la Terra e Giove, la luce impiegava un determinato tempo per arrivare sino alla Terra, contraddicendo le convinzioni dell'epoca sull'istantaneità dei fenomeni luminosi. Egli giunse a stabilire che la luce viaggiava ad una velocità di 225 000 km/s, contro i 300 000 reali.
Edmund Halley nel 1678 fu nominato membro della Royal Society. Nel 1682 osservò la cometa che prenderà il suo nome, supponendo che compisse una rivoluzione completa lungo la sua orbita ogni 76 anni. Tramite i calcoli predisse il successivo passaggio che avvenne puntuale, ma che egli non vide a causa della sua morte. Nel 1718 mise in evidenza i moti propri delle stelle, dimostrando che almeno tre di esse, Sirio, Procione e Arturo, avevano cambiato posizione dai tempi di Tolomeo; scoprì inoltre l'ammasso dell'Ercole.
Il nome di James Bradley è legato alla scoperta dell'aberrazione della luce, la quale aprì la strada alle future misure di parallassi stellari. Osservando la stella γ Draconis, sospettata di mutare posizione, scoprì uno spostamento opposto a quello dovuto. Annotando tutti i dati necessari quali temperatura e comportamento del telescopio, annunciò nel 1729 la scoperta dell'aberrazione. Egli tuttavia notò che, calcolando gli effetti dell'aberrazione, resiste uno scostamento fisso di 2" d'arco, il quale indicava l'esistenza di un altro fenomeno: il fenomeno in questione era la nutazione, che determina uno spostamento delle posizioni stellari ogni 18,6 anni.

## Il Settecento

### Il catalogo di Messier
Charles Messier, astronomo francese, pubblicò nel 1774 il celebre catalogo che porta il suo nome. Accanito cacciatore di comete, ne scoprì una quindicina e ne osservò molte altre. Si appassionò nel catalogare gli oggetti del cielo inserendo anche una breve descrizione. Usò un modesto riflettore da 19 cm installato presso l'Hotel de Cluny al centro di Parigi. Tra le sue scorribande celesti scoprì e catalogò diversi oggetti famosi tra nebulose, galassie e ammassi, giungendo al numero di 103 oggetti; in seguito, altri astronomi ne aggiunsero altri facendo arrivare il catalogo a 110. Il catalogo di Messier, per quanto innovativo, presentava delle lacune osservative causate dalla modestia dello strumento usato. Herschel infatti dopo quasi un secolo risolse in stelle oggetti che Messier considerava semplici nebulosità.

### Herschel e la scoperta di Urano

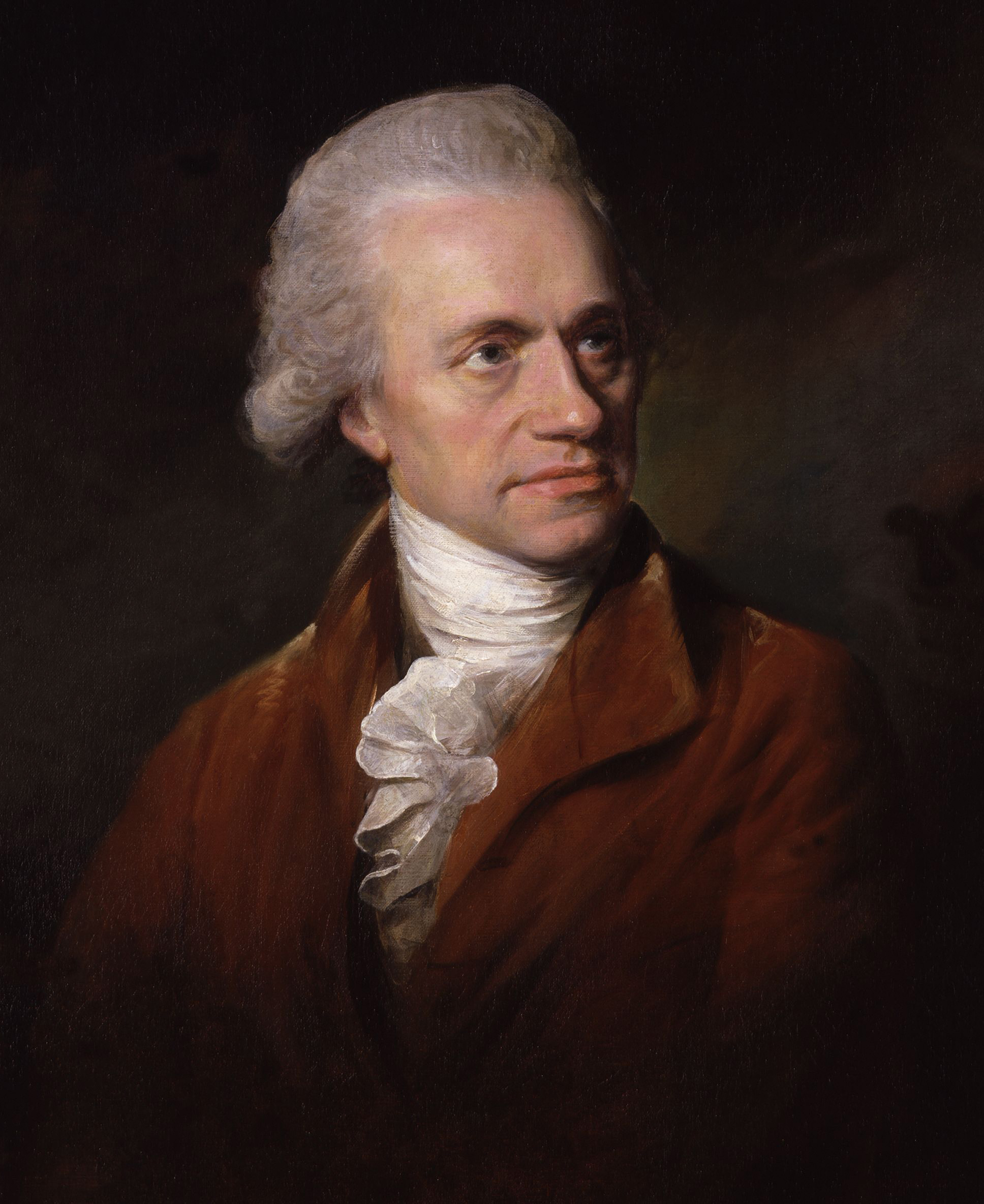
Sir William Herschel

Nel 1781, William Herschel scoprì Urano utilizzando un modesto telescopio da 18 cm. Questa scoperta, che lo fece divenire astronomo del Re, fu totalmente casuale: facendo conteggi stellari per determinare la forma della galassia, notò la presenza di un astro vicino alla stella 1 Geminorum; egli intuì che ciò che aveva all'oculare non era una stella, ma supponeva piuttosto che fosse una cometa, perché aumentando gli ingrandimenti aveva notato un dischetto circolare. Fece così una comunicazione ufficiale alla Royal Society, la quale constatò che egli aveva invece scoperto un pianeta. Nel 1787 scoprì anche due satelliti di Urano, Titania e Oberon, e fu il primo ad osservare anche gli anelli di Urano, anche se l'effetto fu interpretato come un difetto d'ottica; gli anelli infatti verranno confermati solo nel 1977. Nel 1789, con un telescopio da 1,2 m di diametro, osservò per primo due satelliti interni all'anello di Saturno, Encelado e Mimas. Scoprì il sistema doppio ξ Bootis, la doppia Algieba (γ Leonis), l'ammasso globulare NGC 2419 nella costellazione della Lince. Per ottenere questi risultati eccellenti, Herschel aveva costruito uno dei telescopi più grandi dell'epoca, un newtoniano di ben 1,22 m di diametro e 12,20 m di lunghezza focale. Per costruirlo impiegò tre anni di lavoro dal 1786 al 1789, affinando anche le tecniche di lavorazione dei telescopi e delle ottiche. Inoltre studiò la forma visibile della galassia, tracciandone un disegno completo e intuendone la forma lenticolare.

### La meccanica celeste
Giuseppe Luigi Lagrange, oltre ai contributi alla matematica analitica e al calcolo delle funzioni, sviluppò un modello di meccanica celeste molto più complesso e preciso. Nel 1773 notò che era possibile esprimere la legge di Newton in termini di azione di un campo di forza che riempie lo spazio in modo continuo. In questo modo egli teneva ormai in considerazione gli effetti delle perturbazioni causate da altri pianeti su diversi valori come: inclinazione dell'orbita, direzione e lunghezza dell'asse maggiore, eccentricità dell'ellisse. Risultava così che i corpi celesti, pur mantenendo la loro orbita stabilita nel tempo, subivano molteplici influenze da parte degli altri pianeti.
Altro valido contributo alla meccanica celeste fu portato da Pierre Simon Laplace, che scoprì la ciclicità del moto di Giove e Saturno, ciclicità stimata in circa 900 anni, per cui i pianeti appaiono accelerare o decelerare reciprocamente. Tale variazione era già nota anche a Lagrange, ma solo Laplace ricondusse la variazione a un moto ciclico, confermando l'idea che il sistema solare presenta dei moti non casuali anche su grande scala temporale.

### Le invenzioni di Fraunhofer e le misure di parallasse di Bessel

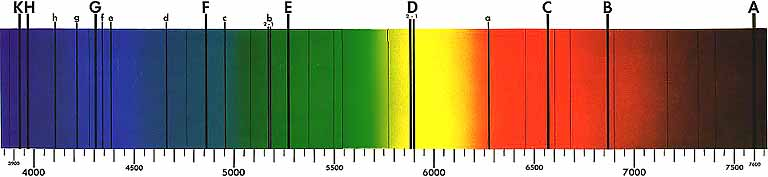
Righe di Fraunhofer

Joseph Von Fraunhofer fu l'artefice di una piccola rivoluzione strumentale. Nel 1812 cominciò a studiare un metodo per ottenere lastre di vetro prive di aberrazioni dell'immagine. Per raggiungere lo scopo, aveva bisogno di lavorare su ogni singolo colore prodotto dalle aberrazioni. Egli sfruttò allora il metodo del prisma con cui scompose la luce solare, ma nella scomposizione dei colori notò che lo spettro prodotto manteneva diverse righe nere del tutto indipendenti dal vetro usato: aveva scoperto le righe di Fraunhofer. Le righe nere infatti non dipendevano dall'ottica, ma dalla luce solare. Esse in realtà erano già state osservate da altri ottici, ma Fraunhofer fu il primo che ne annotò la posizione secondo la denominazione delle lettere dell'alfabeto; sarà successivamente Kirchhoff ad interpretare correttamente l'origine delle strane righe nere. Fraunhofer ebbe anche per primo l'intuizione di usare un reticolo di diffrazione, al posto del prisma, per la scomposizione della luce. Con questo mezzo l'immagine degli spettri risultava più precisa di quella ottenibile col prisma, introducendo così un nuovo modello di spettroscopio. 
Perfezionò poi uno strumento che avrebbe premesso ulteriori scoperte astronomiche, l'eliometro, dapprima usato per la misura del diametro solare; a seguito dei perfezionamenti di Fraunhofer, Bessel riuscì ad ottenere la misura della prima parallasse stellare.
Friedrich Wilhelm Bessel fu uno dei più rappresentativi astronomi del XIX secolo. Nel 1838, grazie all'introduzione dell'eliometro di Fraunhofer, Bessel riuscì ad osservare la prima parallasse stellare e dunque a determinare la distanza della stella. Per la prima misura Bessel scelse la stella 61 Cygni, dotata di maggior moto proprio rispetto alle altre; dopo sei mesi di osservazioni riscontrò una parallasse che determinava una distanza di 10,7 anni luce, valore assai preciso anche per i nostri giorni. Nel 1844, dopo decenni di osservazioni, Bessel annunciò che Sirio ruotava attorno al baricentro di un sistema, ossia che Sirio comprendeva un oggetto invisibile. Queste scoperte aprivano la strada allo studio di posizione degli astri, nonché alla consapevolezza che l'universo visibile mostrava dimensioni enormi, ben oltre le aspettative iniziali.

### La formazione del sistema solare

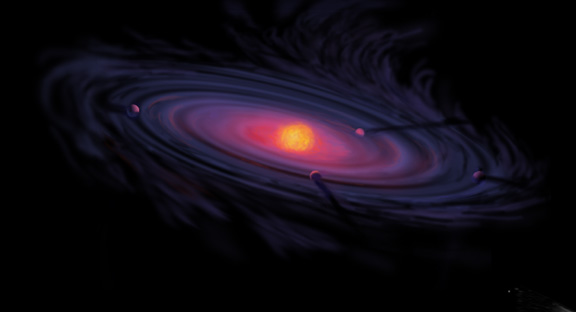
Rappresentazione del disco protoplanetario del sistema solare

Le conoscenze oramai raggiunte nel campo della meccanica celeste permisero lo sviluppo di teorie legate alla formazione del sistema solare partendo dalla prima teoria esposta: quella dei vortici di Cartesio. Georges-Louis Leclerc avanzò l'ipotesi che il sistema solare fosse nato dal Sole a seguito del passaggio ravvicinato di una stella: il corpo avrebbe estratto materia dal Sole creando i corpi planetari. Questa idea venne subito definita come teoria catastrofica.
Nel 1755, il filosofo tedesco Kant e successivamente nel 1796 in modo indipendente anche Laplace, esposero una teoria nuova definita poi come teoria di Kant-Laplace. La teoria prevedeva la nascita del sistema solare da una nube di gas, la quale, posta in rotazione per non collassare su sé stessa, avrebbe formato al centro la stella che conosciamo, il Sole, mentre all'esterno il gas si sarebbe aggregato formando i proto-pianeti; nel tempo il Sole si sarebbe acceso come stella, e spazzata via la presenza di nubi e polveri ricadute poi sulle superfici planetarie, i cosiddetti proto-pianeti sarebbero divenuti quelli che conosciamo ora. Questa teoria, tuttora accreditata, spiega ad esempio il perché i pianeti gassosi si siano mantenuti all'esterno del sistema, nonché la disposizione uniforme sul piano dell'eclittica. Essa però mantiene delle incongruenze, ad esempio non si sa per quale motivo il materiale nebulare si sarebbe dovuto aggregare.

## L'Ottocento

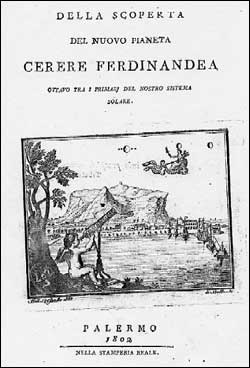
Copertina del libro del 1802 di Piazzi intitolato Della scoperta del nuovo pianeta Cerere Ferdinandea, ottavo tra i primarj del nostro sistema solare.

### La scoperta dei primi asteroidi
Il primo gennaio 1801, Giuseppe Piazzi da Palermo scoprì un oggetto celeste che a prima vista sembrava una cometa. Divulgata la scoperta, Gauss cominciò a osservare il corpo per determinarne i parametri orbitali, ma l'oggetto passò dietro il Sole; fu Olbers che lo ritrovò nel 1802. Valutata quindi l'orbita e la distanza, William Herschel definì l'oggetto "asteroide", in quanto, a causa del piccolo diametro, non riusciva a "risolverne" il disco, dando quindi un aspetto "quasi stellare". Piazzi lo battezzò col nome di Cerere Ferdinandea, poi modificato in Cerere. Inizialmente Cerere fu creduto un nuovo pianeta, anche perché si trovava esattamente alla distanza prevista dalla legge empirica di Titius-Bode.
Nel giro di pochi anni, Olbers scoprì Pallade e Vesta; Giunone fu scoperto nello stesso periodo da Karl Ludwig Harding. Dopo i primi quattro tuttavia, si dovette aspettare circa quarant'anni per vedere una nuova scoperta (Astrea, scoperto da Karl Ludwig Hencke).
Nonostante il continuo incrementarsi di tali scoperte, gli asteroidi furono considerati pianeti fino a circa il 1851, quando vennero riclassificati come "corpi minori" del sistema solare, ordinati in base ad un numero progressivo e non più in base alla distanza dal Sole (come i pianeti).

### Il Sole e il ciclo delle macchie

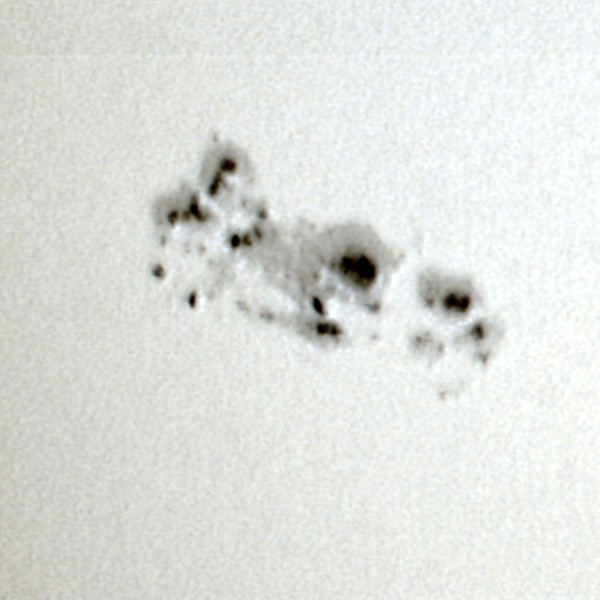
Macchie solari

Nel 1848, Johann Rudolf Wolf introdusse un metodo di misura giornaliero delle macchie solari, detto anche "numero di Wolf"; questo valore tiene conto del numero di gruppi di macchie presenti e di quello singolo, seguito da un fattore K di valutazione delle condizioni di osservazione. Subito dopo l'introduzione di questo metodo, è stato possibile calcolare l'andamento ciclico dell'attività solare dal 1700 ad oggi, scoprendo l'esistenza di svariati cicli di attività solare, il più evidente dei quali è quello di 11,04 anni.
Richard Christopher Carrington ricavò la legge di rotazione differenziale del Sole, e definì la "migrazione" delle macchie verso l'equatore nel corso del ciclo. La migrazione in latitudine è stata scoperta disponendo tutte le macchie osservate in un grafico a forma di farfalla.

Il primo settembre 1859, Carrington osservò una nuova classe di fenomeni solari: i brillamenti. Egli vide una specie di lampo che saettava tra due macchie con una durata di cinque minuti; poco dopo avvenne una tempesta magnetica, gli aghi delle bussole impazzirono e apparve il giorno dopo un'aurora boreale. Questo fenomeno si ripete tutte le volte che sul Sole avviene un brillamento.

### La movimentata scoperta di Nettuno

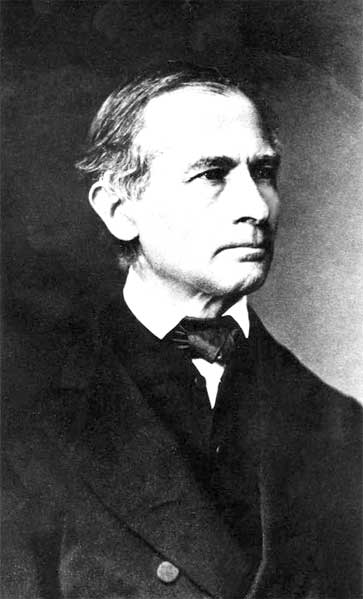
Galle fu il primo che osservò Nettuno, individuato sulla base dei calcoli di Adams e Le Verrier.

Il 23 settembre del 1846 si ebbe la scoperta di Nettuno. Le vicende legate alla sua scoperta furono piuttosto complesse: nel 1821 un collaboratore di Laplace, Alexis Bouvard, pubblicò degli effemeridi di Urano, ma nell'introduzione al libro fece notare che vi erano delle discrepanze di posizione del pianeta; egli pensò subito all'idea di un corpo perturbatore. Nel 1823, Bessel iniziò una serie di osservazioni alla ricerca del pianeta, confrontando i dati di Bouvard, senza però ottenere risultati. George Biddell Airy, nominato direttore dell'osservatorio di Cambridge, rilevò anch'egli queste discrepanze tra calcoli e osservazione, presentando un rapporto ufficiale. John Couch Adams, dopo alcuni mesi di lavoro, concluse che le perturbazioni erano causate da un pianeta; dopo due anni di analisi delle osservazioni indicò in quale posizione potesse trovarsi il nuovo corpo. Anche Urbain Le Verrier, dopo aver ottenuto le stesse conclusioni, sollecitò i colleghi francesi alla ricerca, ma non avendo avuto grandi consensi si rivolse successivamente, presso l'Osservatorio di Berlino, a Johann Gottfried Galle. Galle individuò alla prima notte di osservazione il nuovo pianeta dopo ben 25 anni di tentativi. La scoperta fu il trionfo della meccanica celeste e dei calcoli matematici.

### Lo spettro degli elementi chimici
Robert Wilhelm Bunsen si dedicò ad una serie di esperimenti sull'azione chimica della luce sfruttando la sua celebre invenzione: il becco Bunsen (un bruciatore a gas regolabile). Egli cercò di identificare le sostanze chimiche mediante la colorazione della fiamma posta a contatto con le sostanze. Dapprima provò a identificare i tenui colori con dei filtri colorati, senza però ottenere una misura precisa; successivamente, l'amico Gustav Robert Kirchhoff suggerì l'idea di osservare la fiamma attraverso uno spettroscopio. L'idea era talmente valida che entrambi si misero a studiarne gli effetti con le diverse sostanze, scoprendo la correlazione tra sostanze e righe di Fraunhofer. A riprova del reale collegamento tra spettro ed elemento chimico, effettuarono altri esperimenti invertendo la condizione, e notando quindi come le stesse righe venissero prodotte, in emissione o in assorbimento, in base alle condizioni del materiale.

### I primi passi della spettroscopia
Angelo Secchi proseguì l'opera appena avviata da Kirchhoff classificando le stelle in base al loro spettro. Egli infatti era convinto che su grande scala le stelle presentassero una logica suddivisione. Sfruttando uno spettrografo, Secchi distinse le stelle in quattro categorie: Tipo I, II, III e IV. La divisione spettrale divenne ancor più importante quando si scoprì il legame con la temperatura superficiale. Secchi ebbe così modo di compilare il primo catalogo spettrale della storia dell'astronomia.
William Huggins, dopo aver letto il rapporto di Kirchhoff sull'identificazione degli elementi chimici tramite lo spettro, decise di compiere ricerche in questo campo. Usando appunto uno spettrografo, iniziò la sua ricerca su altri oggetti del cielo: sulle comete individuò la presenza di idrocarburi gassosi, e nel 1866 puntò il suo strumento su una nova nella Corona Boreale, accorgendosi di una immane eruzione di idrogeno e altri gas. In questo modo avviò lo studio sui meccanismi delle nove, in quanto si pensava ancora fossero delle stelle nuove, o oggetti in rapido movimento. 

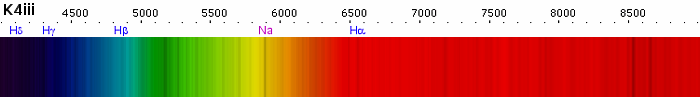
Lo spettro di una stella e gli elementi chimici rilevati

Joseph Lockyer, il fondatore della rivista Nature, scoprì che sul Sole apparivano le righe di un elemento sconosciuto, chiamato poi elio. La sua fu una scoperta fondamentale per l'astronomia, poiché l'elio è una sostanza chiave nel processo evolutivo delle stelle. Nel 1890, durante un viaggio in Grecia, osservò l'orientamento dei templi greci e constatò che gli assi erano allineati sulla direzione del sorgere e tramontare del Sole. Suppose allora che anche i templi egizi potevano avere degli orientamenti. Intraprese così lo studio di alcuni monumenti, riscontrando che sette templi egizi erano orientati verso il sorgere di Sirio. Le scoperte di Lockyer furono subito apprezzate. Egli trovò poi l'orientamento del tempio di Ammon-Ra a Karnak, e successivamente estese le sue ricerche a Stonehenge, riuscendo a stabilire la data della loro fondazione.

## Il Novecento

### Il meccanismo delle stelle
Un valido lavoro semplificativo fu portato avanti separatamente da Ejnar Hertzsprung e Henry Norris Russell. Herztsprung ideò una teoria classificatoria delle stelle di uno stesso tipo spettrale secondo la loro luminosità, la temperatura e la massa. L'intuizione matematica sfocerà poi in un diagramma sviluppato parallelamente da Russell dove si rappresentano le tipologie di stelle secondo uno schema logico e secondo classi di stelle. Tuttavia, seppur il diagramma Hertzsprung-Russell chiariva le tipologie e i comportamenti delle stelle, restava ancora da capire quale fosse il meccanismo evolutivo e la dinamica interna delle stelle.
Arthur Stanley Eddington sin dall'inizio dei suoi studi si interessò dell'equilibrio interno delle stelle e dei connessi meccanismi. Egli applicò la legge dei gas perfetti alle stelle, riuscendo a calcolare la luminosità di una stella qualora fossero noti la massa e il raggio. Successivamente si occupò del meccanismo delle Cefeidi scoperte da Henrietta Swan Leavitt. Eddington intuì che alle variazioni di luminosità erano associate variazioni di raggio della stella. 
I suoi studi sull'equilibrio delle stelle descrivevano il modello stellare come un equilibrio di forze: il variare della forza gravitazionale e di quella raggiante determinava una variazione dei meccanismi interni della stella. Eddington tra l'altro intuì che il "motore" delle stelle era legato a una qualche forma di radioattività che agiva rompendo i nuclei degli elementi secondo qualche reazione sub-atomica. Nel 1920 egli considerò l'idrogeno quale responsabile di reazioni nucleari innescate dalle pressioni e temperature interne delle stelle; a quelle condizioni il processo di rottura dei nuclei tende ad auto alimentarsi innescando delle reazioni esotermiche.

### L'espansione dell'Universo

Espansione dell'Universo

Lo scienziato che ha rivoluzionato il comune modo d'intendere la materia e l'universo è stato senza dubbio Albert Einstein. Nel 1905 pubblicò la sua "Teoria della relatività ristretta" che avrebbe sconvolto le basi della fisica classica. In essa, ad esempio, si enunciava che il tempo non è da considerarsi un concetto assoluto, ma relativo, in quanto esso varia in base alla velocità dell'osservatore. Nella relatività ristretta si trova anche la famosa formula E=mc², e la spiegazione delle emissioni luminose in quanti di energia chiamati successivamente fotoni; in questo modo fu anche possibile spiegare l'effetto fotoelettrico, la cui interpretazione è impossibile con la fisica classica. 
Nel 1916 espose in forma definitiva la sua "Teoria della relatività generale", secondo la quale la gravità di un corpo è in grado di modificare le proprietà dello spazio fisico, ipotizzando così la curvatura dello spazio-tempo. La validità delle sue affermazioni teoriche fu confermata sperimentalmente grazie alle misure della rotazione dell'orientamento dell'orbita di Mercurio, dal fenomeno di redshift delle stelle, e infine dalla curvatura dei raggi luminosi nei campi gravitazionali. Nel 1950 pubblicò un'appendice alla sua teoria della relatività nella quale spiegava lo spazio quadridimensionale e l'idea di un universo come entità finita in espansione. Successivamente, nel 1953 pubblicò una seconda appendice in cui esponeva i principi di una "Teoria del campo unificato" mediante la quale si mette in relazione la gravitazione e l'elettromagnetismo, il che ricondurrebbe ad un'unica teoria i fenomeni fisici macroscopici. Tale idea adesso prende il nome di "Teoria del tutto" in cui si ipotizza l'unione di tutte le forze fisiche in un'unica teoria. 
Nel 1929, Edwin Hubble osservò uno spostamento dello spettro delle galassie verso il rosso. Questo spostamento, detto anche redshift, poteva essere spiegato solamente come un effetto dell'allontanamento delle galassie le une dalle altre. Riportando su di un diagramma la velocità di allontanamento delle galassie e la distanza, notò che il grafico aveva un andamento lineare, il che significava che all'aumentare della distanza la velocità delle galassie aumentava. Ma non solo: l'osservazione di oggetti distanti riporterebbe la visione dell'Universo come era nel passato. Egli quindi introdusse una famosa costante (detta poi "costante di Hubble") che lega questa importante relazione.
Nel 1931 Georges Lemaître, in un articolo pubblicato sulla rivista Nature, propose che l'Universo si fosse espanso a partire da un punto iniziale, che egli chiamò atomo primigenio; tale teoria fu poi meglio conosciuta con la denominazione di Big Bang.

### La scoperta di Plutone
Il 18 febbraio del 1930 l'astronomo Clyde Tombaugh scoprì Plutone. All'epoca si credeva che le perturbazioni osservate nell'orbita di Nettuno fossero dovute all'esistenza di un altro pianeta; quando Tombaugh scoprì Plutone si pensò di avere risolto il problema, ma studi successivi dimostrarono che Plutone era troppo piccolo per causare tali perturbazioni.

### La nostra galassia e le galassie
Nel 1917 Harlow Shapley, studiando la distribuzione degli ammassi globulari, arrivò alla conclusione che il Sole non si trova al centro della Galassia (come aveva creduto William Herschel) ma in una posizione periferica. Shapley riteneva inoltre che le nebulose a spirale, scoperte nel secolo precedente da William Parsons, facessero parte della nostra galassia. Nel 1924 Edwin Hubble annunciò la scoperta che le nebulose a spirale erano invece altre galassie. Hubble classificò le galassie in base al loro aspetto, raggruppandole in tre classi (ellittiche, spirali e spirali barrate).
Un valido rivale di Hubble nel campo dello studio delle galassie fu Fritz Zwicky. Utilizzando il telescopio del Monte Palomar, scoprì un gran numero di galassie compatte, costituite dal solo nucleo. Dallo studio approfondito della loro distribuzione notò la tendenza delle galassie ad unirsi in superammassi. Già dal 1933 Zwicky ipotizzava la possibile esistenza della materia oscura: osservando le interazioni gravitazionali di alcune galassie, notò che la materia visibile era insufficiente per tenerle unite, e stimò quindi la presenza di una quantità di materia complessiva venti volte superiore a quella visibile.
Nel 1934, dopo la scoperta in laboratori terrestri dell'esistenza dei neutroni, Zwicky assieme a Baade ipotizzò che le esplosioni di supernovae avrebbero potuto lasciare come residuo un nucleo consistente di neutroni, ossia una "stella di neutroni".
Per più di trent'anni la loro esistenza è stata considerata una pura speculazione teorica. In seguito però, nel 1967, Jocelyn Bell e Anthony Hewish rilevarono dei segnali radio pulsanti provenienti da una direzione fissa nello spazio. A seguito di successive osservazioni si scoprì che le pulsazioni, della durata di circa 2 centesimi di secondo, si ripetevano con intervalli costanti di circa 1 secondo: le pulsazioni provenivano da una pulsar, ossia da una stella di neutroni.

### I buchi neri

Disegno di stella catturata da un buco nero

La prima ipotesi di buco nero fu formulata nel 1796 da Laplace, il quale ipotizzò l'esistenza di stelle "invisibili", in quanto talmente massive da rendere impossibile la fuoriuscita della luce da esse.
Quando fu introdotta la Relatività Generale, l'esistenza dei buchi neri ebbe un supporto teorico non indifferente. Karl Schwarzschild infatti, sfruttando le basi teoriche della Relatività, postulò l'esistenza del "raggio di Schwarzschild" o "orizzonte degli eventi", una regione attorno ad un buco nero dalla quale la luce non può sfuggire. Il raggio di questa regione dipende dalla massa del corpo, e il suo valore è di 2,95 volte la massa del corpo stesso, espresso in masse solari.
Robert Oppenheimer dimostrò nel 1939 come un corpo di grande massa, che abbia consumato il suo combustibile, possa collassare per formare un buco nero. La sua dimostrazione però restò confinata nella teoria fino al 1965, quando fu scoperto, a 7000 anni luce di distanza dalla Terra, un possibile buco nero, Cygnus X-1: un oggetto troppo grande per essere una stella di neutroni e troppo piccolo per essere una stella comune.

### Lo stato stazionario
Dopo il secondo conflitto mondiale, gli scienziati Hoyle, Gold e Bondi, indipendentemente proposero un modello di universo stazionario. Per non cadere in contraddizione con la legge di Hubble (dunque sull'evidenza di un universo in espansione), ipotizzarono un Universo in movimento, ma stazionario nella sua evoluzione, ossia immutabile nel tempo e uniforme. La sua densità quindi, invece di diminuire come nel modello in espansione, si manterrebbe costante grazie ad una continua creazione di materia dal "nulla"; in questo modo si avvalorerebbe il principio cosmologico perfetto, che ipotizza un Universo uniforme nella sua distribuzione e uguale nel tempo, ammettendo l'uguaglianza delle leggi fisiche in ogni luogo. Infatti il modello in espansione pone dei dubbi su tale ipotesi.
Fred Hoyle, fervido sostenitore dello stato stazionario, fu anche lo scienziato che suggerì l'idea che il "combustibile" nucleare delle stelle fosse l'elio, il quale avrebbe formato nel nucleo delle stelle svariati elementi, tra cui il carbonio, l'ossigeno e persino elementi pesanti come il ferro.

### La radiazione di fondo

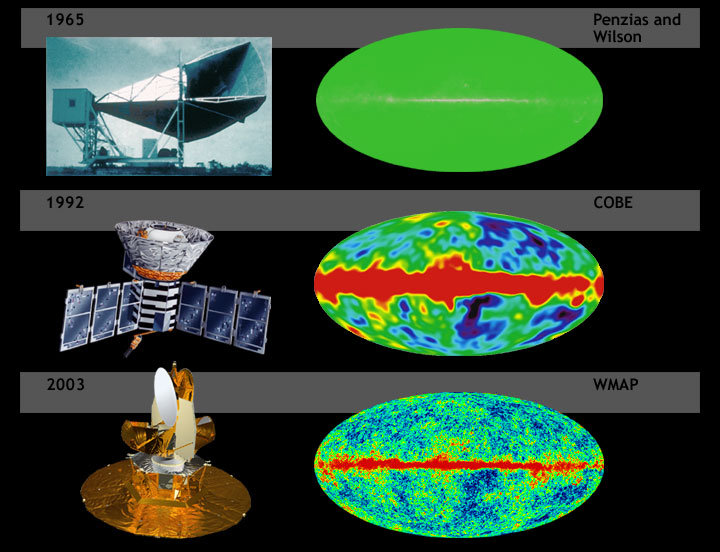
Mappe della radiazione di fondo misurate con vari esperimenti

Nel 1948, presso la George Washington University, Alpher, Gamow e Herman ipotizzarono che subito dopo il Big Bang, quando l'Universo aveva un'età stimabile in frazioni di secondo, doveva essersi prodotta una radiazione cosmica di fondo per effetto dell'espansione, con un valore di 5 K. Inoltre, George Gamow ipotizzava che l'universo primordiale fosse estremamente caldo, e che la successiva espansione, col conseguente abbassamento delle temperature, avrebbe poi "congelato" la composizione della materia primordiale. Il suo calcolo infatti sarà successivamente confermato dalle osservazioni.
Nel 1965, Arno Penzias e Robert Woodrow Wilson, dei Bell Telephone Laboratories in New Jersey, mentre compivano ricerche su un disturbo continuo alle comunicazioni intercontinentali, scoprirono l'esistenza di una radiazione costante, priva di variazioni stagionali o di direzioni preferenziali. Casualmente, dei ricercatori dell'università di Princeton seppero dei risultati di Penzias e Wilson, interpretando la scoperta come la prova dell'esistenza della radiazione di fondo. Successivamente si ebbe conferma che essa emetteva a 3 K: era la conferma dell'esistenza della radiazione che permea l'Universo, il cosiddetto "eco del Big Bang". La sconvolgente scoperta ha soppiantato la teoria dello stato stazionario, dando prova evidente dell'origine e dell'espansione dell'Universo. Per la scoperta, Penzias e Wilson ricevettero il Premio Nobel.

### Lo sviluppo dell'astronautica

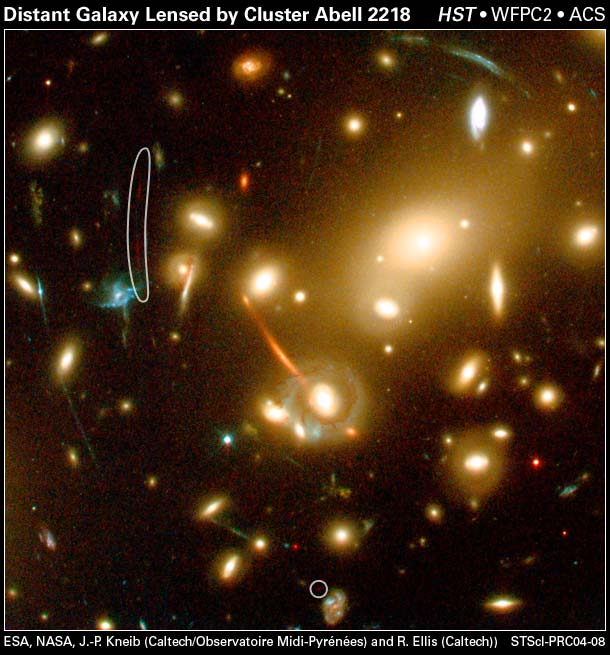
Una lente gravitazionale ripresa dal telescopio Hubble

L'astronomia ha avuto un ulteriore sviluppo con la nascita dell'astronautica: grazie ad essa è stato possibile conoscere l'universo in maniera più approfondita e precisa. Infatti col lancio dei primi satelliti artificiali è stato possibile scoprire alcuni aspetti dell'universo altrimenti sconosciuti. Grazie al satellite Explorer 1 nel 1958 furono scoperte le fasce di van Allen, successivamente con l'ulteriore sviluppo dei programmi spaziali il raggio d'azione dell'astronautica si ampliò, con l'invio delle prime sonde spaziali verso la Luna. Oltre al passo fondamentale dello sbarco sulla Luna nel 1969 (preceduto dall'esplorazione delle sonde automatiche Surveyor), furono avviate anche altre missioni di esplorazione del sistema solare: nel 1961 l'Unione Sovietica inviò le prime sonde su Venere e Marte.
Nel 1965 la sonda Statunitense Mariner 4 effettuò per prima il sorvolo di Marte trasmettendo immagini. Nel 1971 la sonda sovietica Venera 7 fu la prima ad atterrare su Venere, mentre la successiva Venera 9 inviò anche delle immagini della superficie. Nello stesso anno la sovietica Mars 3 atterrò su Marte senza però inviare immagini. Si dovette attendere il 1976 con l'americana Viking per scoprire l'aspetto del pianeta dal suolo. Due anni prima la sonda Mariner 10 raggiunse Mercurio.
Grazie alle missioni interplanetarie Pioneer nel 1973 la Pioneer 10 fu la prima sonda ad inviare immagini ravvicinate di Giove. La Pioneer 11 sorvolò per prima Saturno nel 1979. L'avvio del Programma Voyager consentì la conoscenza dettagliata dei pianeti gassosi del sistema solare, ma soprattutto il primo sorvolo di Urano nel 1986 e di Nettuno nel 1989 da parte del Voyager 2.
Nel 1986 grazie al passaggio ravvicinato della cometa di Halley, la sonda Giotto fu la sonda che più si avvicinò all'astro eseguendo spettacolari fotografie. Negli anni novanta la sonda Ulysses ha eseguito le prime osservazioni dei poli del Sole.
Un rinnovato interesse verso la Luna e Marte ha permesso l'avvio di una serie di programmi di esplorazione di questi ultimi corpi, con l'intenzione di preparare in futuro lo sbarco umano su Marte.
Le conoscenze astronomiche sono state notevolmente estese con l'invio in orbita del telescopio spaziale Hubble, il quale ha consentito di spingere lo sguardo l'oltre i confini già raggiunti dai telescopi a terra. Grazie al telescopio spaziale infatti è stato possibile scoprire che l'universo è attualmente in una fase di espansione accelerata e che esso appare, in regioni dello spazio profondo, assai uniforme.

### La teoria inflazionaria
Nel 1981, il fisico Alan Guth ipotizzò la teoria dell'universo inflazionario. A seguito di ricerche effettuate dai cosmologi, si è giunti a comprendere che non tutta la materia esercita un'attrazione gravitazionale: si pensa, infatti, che ad alte temperature e densità esiste della materia che "antigravita". Con questo presupposto, Guth ha ipotizzato la possibilità che nelle prime frazioni di secondo di vita dell'universo, precisamente nell'intervallo tra i 10−35 e i 10−32 secondi dopo il Big Bang, l'influenza dell'antimateria abbia favorito un'espansione fortemente accelerata. In questo modo si potrebbe spiegare l'apparente omogeneità dell'Universo. Tale teoria necessita ancora di evidenze osservative che possano avvalorare la sua sostenibilità.

Grafico dell'espansione dell'universo

Nel 1998 tre team indipendenti di scienziati hanno scoperto, analizzando i dati relativi alle supernovae Ia dal telescopio Hubble, che l'Universo non solo si espande ma la sua espansione è accelerata. Nel 2011 questa scoperta ha premiato gli scienziati Saul Perlmutter, Brian Schmidt e Adam Reiss del Premio Nobel per la Fisica.
Questa scoperta, successivamente avvalorata anche dalle misure del telescopio Spitzer, pone in realtà un enorme problema cosmologico, dato che sino a poco tempo fa si considerava l'espansione il solo frutto della spinta finale del big bang. Oggi si suppone che questa espansione accelerata dipenda da un qualche ruolo dell'energia oscura che tenderebbe a vincere la gravità naturale tra le galassie con un effetto opposto.

### La teoria delle stringhe

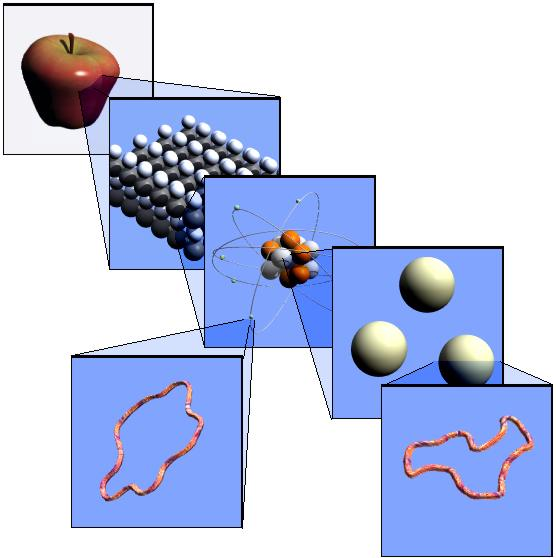
Rappresentazione delle stringhe secondo la teoria

La teoria delle stringhe, talvolta definita teoria delle corde, è una teoria della fisica che ipotizza che la materia, l'energia e in alcuni casi lo spazio e il tempo siano in realtà la manifestazione di entità fisiche sottostanti, chiamate appunto stringhe o brane, a seconda del numero di dimensioni in cui si sviluppano. Le sue basi sono state gettate nel 1968 quando il fisico teorico Gabriele Veneziano cercando di capire la forza nucleare forte, fece una sensazionale scoperta. Egli trovò che una funzione a variabili complesse creata dal matematico svizzero Leonhard Euler (latinizzato Eulero), la funzione beta, si adattava perfettamente ai dati sull'interazione forte; applicando la funzione beta alla forza forte, la formula funzionava, ma nessuno sapeva spiegarsi perché.
La teoria ribalta molti aspetti della fisica tradizionale, ipotizzando tra l'altro l'esistenza di corde gravitazionali su cui sarebbero racchiuse 14 dimensioni. Se da un lato questa teoria è in grado di spiegare certi processi ancora oscuri legati alla struttura dell'universo, dall'altro non è ancora in grado di produrre alcuna predizione sottoposta a verifica sperimentale; non esistono quindi conferme evidenti della teoria. È tuttavia una teoria molto attiva ed in veloce sviluppo.

## XXI secolo

### Pianeti extrasolari
Nel 1992 furono scoperti due pianeti extrasolari attorno a una pulsar, e nel 1995 Michel Mayor e Didier Queloz confermarono l'esistenza del primo pianeta extrasolare attorno a una stella simile al Sole. La notizia suscitò grande clamore nel mondo scientifico. Da quel momento l'affinamento delle tecniche osservative ha permesso uno sviluppo esponenziale delle scoperte con metodi sempre più precisi, e lo sviluppo di apposite missioni spaziali hanno fatto della ricerca di esopianeti uno degli argomenti di maggior interesse astronomico. Diversi pianeti sono stati scoperti nel XXI secolo con il metodo della velocità radiale, soprattutto pianeti giganti, mentre con il lancio di telescopi spaziali prima di COROT e in seguito di telescopio spaziale Kepler, sono stati scoperti migliaia di pianeti utilizzando il metodo del transito, nonostante, nel caso di Kepler, si sia osservata solamente una piccola porzione di cielo. L'interesse si è spostato sempre più nella ricerca di pianeti simili alla Terra posti ad una certa distanza dalla propria stella, nella cosiddetta zona abitabile, dove potrebbe esistere acqua liquida in superficie, condizione favorevole per ospitare forme di vita. Sono stati scoperti sistemi planetari piuttosto diversi dal sistema solare, la cui conformazione rimette in discussione le teorie di formazione planetaria normalmente accettate.

### Scoperte sul sistema solare
Nel gennaio del 2005 un gruppo di astronomi guidato da Michael E. Brown scoprì Eris. Essendo al di là di Plutone, Eris venne originariamente definito come il decimo pianeta del sistema solare, ma nel 2006, a seguito di una decisione dell'Unione Astronomica Internazionale, Eris venne classificato come pianeta nano, definizione che fu applicata anche a Plutone.
Nel 2015 due sonde spaziali statunitensi hanno inviato per la prima volta immagini ravvicinate di Cerere e di Plutone.

### Altre scoperte
L'11 febbraio 2016 viene annunciata la scoperta delle onde gravitazionali teorizzate da Albert Einstein attraverso la rilevazione congiunta degli strumenti LIGO e VIRGO.
Nel 2017 è stato scoperto il primo oggetto interstellare in transito nel sistema solare, l'asteroide interstellare 1I/'Oumuamua. Nel 2019 è seguita la scoperta della prima cometa interstellare in transito nel sistema solare, la 2I/Borisov.

### Presente e futuro

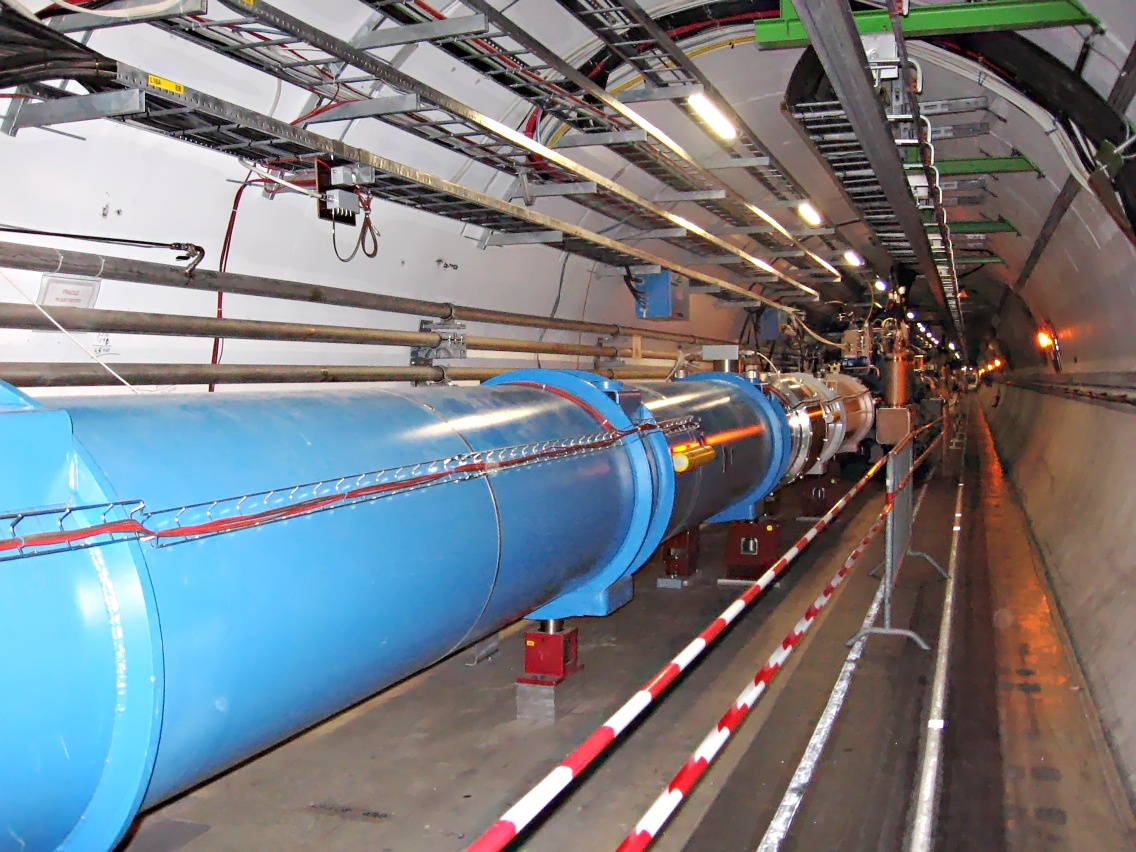
Il tunnel del Large Hadron Collider, l'acceleratore di particelle con il quale si è potuta confermare l'esistenza del bosone di Higgs, prevista nel Modello Standard.

Nel XXI secolo gli studi in campo cosmologico hanno ricevuto notevoli impulsi da nuove tecniche di studio e da nuove strumentazioni. Si è avuta prova dell'esistenza della materia oscura, ipotizzata da tempo, e si è scoperto che l'energia oscura, ritenuta responsabile dell'accelerazione dell'espansione dell'universo, costituisce il 70% di tutta l'energia presente nell'universo. La materia non barionica costituisce la stragrande maggioranza della composizione dell'universo e lo studio della fisica delle particelle è divenuto uno dei punti di maggior interesse per comprendere l'età, la geometria e il destino finale dell'Universo. L'entrata in funzione nel 2008 dell'acceleratore LHC del CERN ha permesso la scoperta del bosone di Higgs, particella elementare solo teorizzata in precedenza e fondamentale nella teoria del Modello standard.
La sonda WMAP ha misurato con grande precisione la radiazione cosmica di fondo, stimando l'età dell'Universo in 13,7 miliardi di anni, e confermando che l'Universo è composto solo per il 4% da materia barionica.
Il sostituto del telescopio spaziale Hubble, il Telescopio Webb, grazie alle nuove tecnologie e al suo maggior diametro permetterà dal 2022 di avvicinare le regioni dello spazio profondo, cercando di determinare le condizioni iniziali di formazione dell'universo.